# مطبخ فلبيني

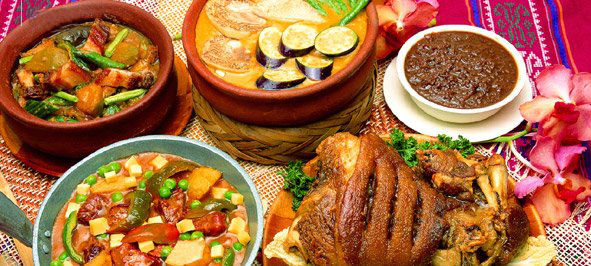
مجموعة متنوعة من الأطباق الفلبينية

يتكون المطبخ الفلبيني من عدة مطابخ لأكثر من مائة مجموعة عرقية لغوية مميزة موجودة في جميع أنحاء أرخبيل الفلبين. حيث أن غالبية الأطباق الفلبينية السائدة التي تشمل المطبخ الفلبيني هي من التقاليد الغذائية لمختلف المجموعات العرقية اللغوية وقبائل الأرخبيل، بما في ذلك مجموعات إيلوكانو وبانجاسينان وكابامبانجان وتاغالوغ وبيكولانو وفيسايان وتشافاكانو ووماراناو المجموعات العرقية اللغوية. وقد تطورت الأطباق المرتبطة بهذه المجموعات على مر القرون من قاعدة السكان الأصليين بصورة عامة (أسترونيزية إلى حد كبير) ومشتركة مع جنوب شرق آسيا البحري مع تأثيرات متنوعة من المأكولات الصينية والإسبانية والأمريكية، وذلك بما يتماشى مع موجات التأثير الرئيسية التي أثرت ثقافات الأرخبيل وتكيفت باستخدام المكونات الأصلية لتلبية التفضيلات المحلية.
تتراوح الأطباق من وجبة بسيطة للغاية من الأسماك المملحة المقلية والأرز إلى الكاري والباييلا والكوزيدوس ذات الأصل الأيبيري المصنوعة للحفلات. كما تشمل الأطباق الشعبية لاتشون (خنزير مشوي كامل) ولونغانيسا (نقانق فلبينية) وتابا (لحم بقري مملح) وتورتا (عجة) وأدوبو (حساء يعتمد على الخل وصلصة الصويا) وكالديريتا (لحم مطهي في صلصة الطماطم ومعجون الكبد) ومتشادو (لحم بقري مسلوق في صلصة الصويا والطماطم) وبتشيرو (لحم بقري وموز في صلصة الطماطم) وأفريتادا (دجاج أو لحم بقري وخضروات مطهية في صلصة الطماطم) وكاري-كاري ( ذيل ثور وخضروات مطبوخة في صلصة الفول السوداني) وبينكبيت (قرع كابوتشا وباذنجان وفاصوليا وبامية وقرع مر وحساء طماطم بنكهة معجون الروبيان) وسينيجانج (لحم أو مأكولات بحرية مع خضروات في مرق حامض) وبانسيت (نودلز شعرية) ولومبيا (لفائف الربيع الطازجة أو المقلية).

## التاريخ

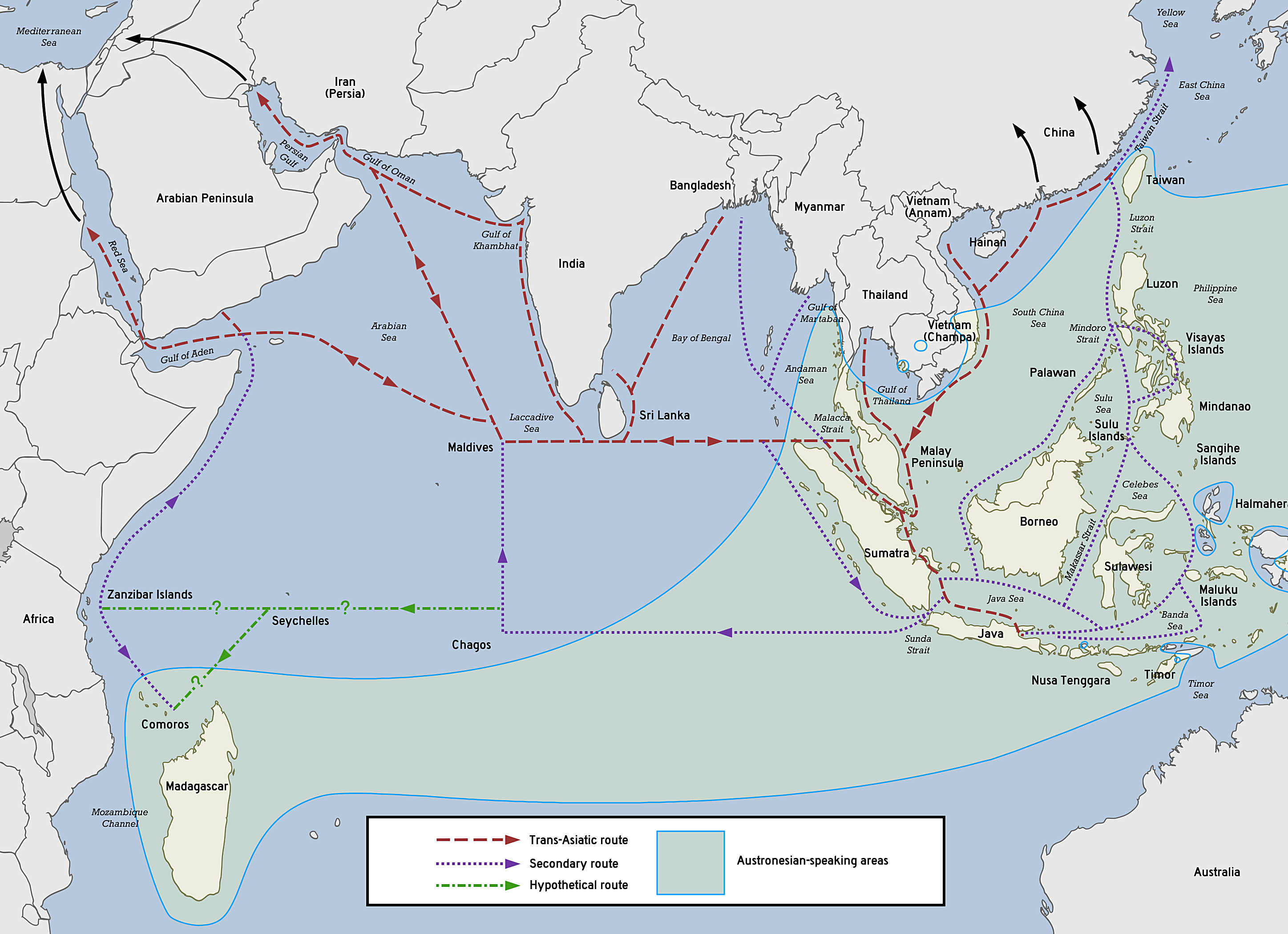
طرق التجارة البحرية الأسترونيزية (بما في ذلك تجارة التوابل وطريق الحرير البحري) والتي مكنت من تبادل المأكولات والمكونات بين جزر جنوب شرق آسيا وجنوب آسيا والصين.

كان شعب النيجريتو أول سكان أرخبيل الفلبين من الصيادين الرحل الذين كان نظامهم الغذائي يتكون من الدرنات البرية والمأكولات البحرية ولحوم الطرائد.
حوالي عام 6000 قبل الميلاد جلبت الهجرات اللاحقة للأسترونيزيين البحريين والذين ينحدر منهم غالبية الفلبينيين المعاصرين، تقنيات جديدة في تربية الأحياء المائية والزراعة والعديد من المواد الغذائية والحيوانات المستأنسة.
حيث كانت سهول وسط وجنوب غرب لوزون وشبه جزيرة بيكول وشرق باناي من أكبر منتجي الأرز فقد كانت تصدر الفائض إلى أماكن أخرى ومنها بقية أراضي الأرخبيل. وقد كان الأرز رمزًا للثروة حيث كانت العديد من الأطعمة الشهية المعتمدة على الأرز تُستخدم كقرابين في الاحتفالات المهمة.

### فترة ما قبل الاستعمار
مع أن الفترات الاستعمارية أحدثت تأثيرًا كبيرًا على ثقافة ومطبخ الفلبين، فإن تأثير البلدان المحيطة بالفلبين قبل تلك الأوقات بالإضافة إلى أصول ذلك المطبخ داخل الفلبين نفسها فإن له أهمية حيوية أيضًا.
قبل قيام الإسبان باستعمارها كانت للفلبين علاقات تجارية متكررة مع الصين. وكانت تجارتهم مع التجار الصينيين متكررة لدرجة وجود بؤر استيطانية صينية على طول بعض المدن الساحلية في الفلبين. وقد أدخل الصينيون معكرونة الأرز إلى الجزر وهي المكون الرئيسي للبانسيت ولفائف البيض، وتُعرف النسخة الفلبينية باسم لومبيا.
كانت بداية زراعة الأرز تقوم مقام تطور كبير في المطبخ الفلبيني. ففي شمال لوزون أنشئت مصاطب الأرز الشهيرة "باناوي" منذ أكثر من 2000 عام على يد شعب إيفوجاو. وباستخدام أدوات أساسية فقط بنى شعب إيفوجاو المدرجات باستخدام الجدران الحجرية والطينية لإنشاء أسطح مستوية على المنحدرات الجبلية الشديدة الانحدار، مما سمح لهم بزراعة الأرز في المرتفعات. وكما هو الحال مع معظم أنحاء آسيا يعد الأرز عنصرًا أساسيًا في المطبخ الفلبيني. فالأطباق المعتمدة على الأرز شائعة في جميع المناطق، مع تأثيرات من بلدان مختلفة على سبيل المثال: أرز كالدو يشبه العصيدة الصينية. كما أن للدجاج المقلي جذور في الفلبين حيث كان العثور على أقدم دليل على قلي الدجاج في موقع أثري في الفلبين.

### الفترة الاستعمارية الاسبانية
أدى الحكم الإسباني إلى العديد من التغييرات الكبيرة في مطابخ معظم الأرخبيل، بدءًا من تشكيل شبكة تجارة السفن الشراعية في مانيلا وحتى الإصلاح الزراعي المحلي.
كما جلبت تجارة السفن الشراعية تأثيرين مهمين في المطبخ إلى الجزر: التأثير الصيني والتأثير المكسيكي.

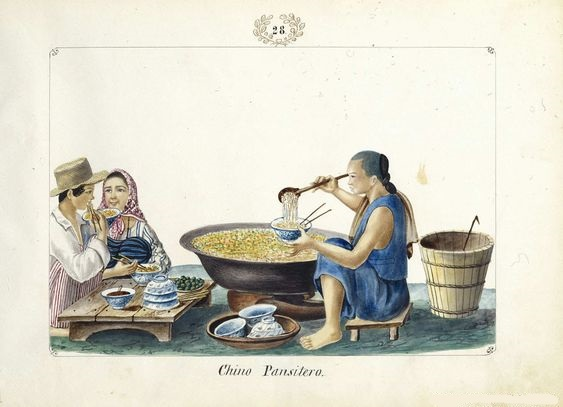
بانسيتيرو صيني يقدم بانسيت

كان تبادل السفن الشراعية بصفة رئيسية بين مانيلا وأكابولكو البر الرئيسي لإسبانيا الجديدة (المكسيك الحالية) ومن ثم أدى تأثير المطبخ المكسيكي إلى جلب مجموعة واسعة من الأطعمة والتقنيات من العالم الجديد وإسبانيا. وكانت المحاصيل التي جلبها مباشرة من الأمريكتين هي: الذرة والفلفل الحار والفلفل الحلو والطماطم والبطاطس والفول السوداني والشوكولاتة والأناناس وحبوب القهوة والجيكاما وأنواع مختلفة من القرع والأناتو والأفوكادو وغيرها. وقد جلب المكسيكيون وغيرهم من سكان أمريكا اللاتينية أيضًا تقنيات الطبخ الإسبانية المختلفة، بما في ذلك السوفريتو وصناعة النقانق (لونجانيسا مع أنها أقرب إلى تشوريزوس) وخبز الخبز إلى جانب العديد من الأطباق التي أفسحت المجال للإمباناداس والباييلا والعجة التي تسمى تورتاس والتاماليز.
وعلى نحو مماثل جلب الفلبينيون المهاجرون تقنياتهم الطهوية وأطباقهم ومنتجاتهم إلى الأمريكتين والعديد من جزر المحيط الهادئ التي كانت أيضًا تحت الحكم الإسباني، ولا سيما غوام وجزر ماريانا. كما كان توطين الأرز وقصب السكر وجوز الهند والحمضيات والمانجو والتمر الهندي من جزر الفلبين في هذه المناطق. أما في المطبخ المكسيكي فيغلب التأثير الفلبيني بوجه خاص على الساحل الغربي لجزيرة غيريرو ، والذي يشمل صناعة النبيذ من نوع توبا وأطباق غويناتان القائمة على حليب جوز الهند وربما السيفيتشي. وفي غوام أصبحت العديد من الأطباق الفلبينية مثل بانسيت ولومبيا طعاماً منتظماً، وحصلت أطباق مثل كيلاجوين وكالاماي على تعديلات محلية مما سلفها من أطباق الفلبينيين (على التوالي كيلوين وكالاماي).

### الفترة الاستعمارية الامريكية
خرجت الولايات المتحدة منتصرة في الحرب الإسبانية الأمريكية عام 1898، حيث اشترت الفلبين من إسبانيا مقابل 20 مليون دولار خلال معاهدة باريس. وظلت الفلبين مستعمرة حتى عام 1946. حيث قام الأميركيون بتعريف الفلبينيين بالوجبات السريعة، بما في ذلك الهوت دوج والهامبرغر والآيس كريم والدجاج المقلي على الطريقة الأميركية، والتي تختلف عن الدجاج المقلي المعروف بالفعل في البلاد منذ ما قبل الاستعمار. كما قدموا أيضًا أطعمة سهلة الاستخدام مثل لحم البقر المعلب والقهوة سريعة التحضير والحليب المبخر. وفي الوقت الحاضر أصبح السبام عنصرًا شائعًا في وجبة الإفطار وغالبًا ما يقدم مع الأرز المقلي بالثوم.

### الفترة المعاصرة
يستمر المطبخ الفلبيني في التطور مع ظهور تقنيات وأساليب جديدة للطهي والمكونات التي تجد طريقها إلى البلاد. كما تُعتبر الأطباق التقليدية البسيطة والمعقدة -المحلية والأجنبية- بمنزلة أطباق عالمية شهيرة أكثر حداثة ومأكولات الوجبات السريعة. ومع ذلك فإن النظام الغذائي الفلبيني يحتوي على نسبة أعلى من الدهون الكلية والدهون المشبعة والكوليسترول مقارنة بالأنظمة الغذائية الآسيوية الأخرى. ففي عام 2013 وقع الرئيس نوينوي أكينو على قانون الجمهورية رقم 10611 -أو قانون سلامة الغذاء- لوضع ضمانات لنظام الغذاء والصحة للشعب الفلبيني فيما يتعلق بجودة الغذاء واستهلاكه. أما في عام 2022 صنف موقع تيستآتلس المطبخ الفلبيني في المرتبة الـ23 على مستوى العالم في حين أن تصنيف الدجاج إيناسال والسيسيغ كان كأحد أفضل الأطباق على مستوى العالم.

## الصفات العامة

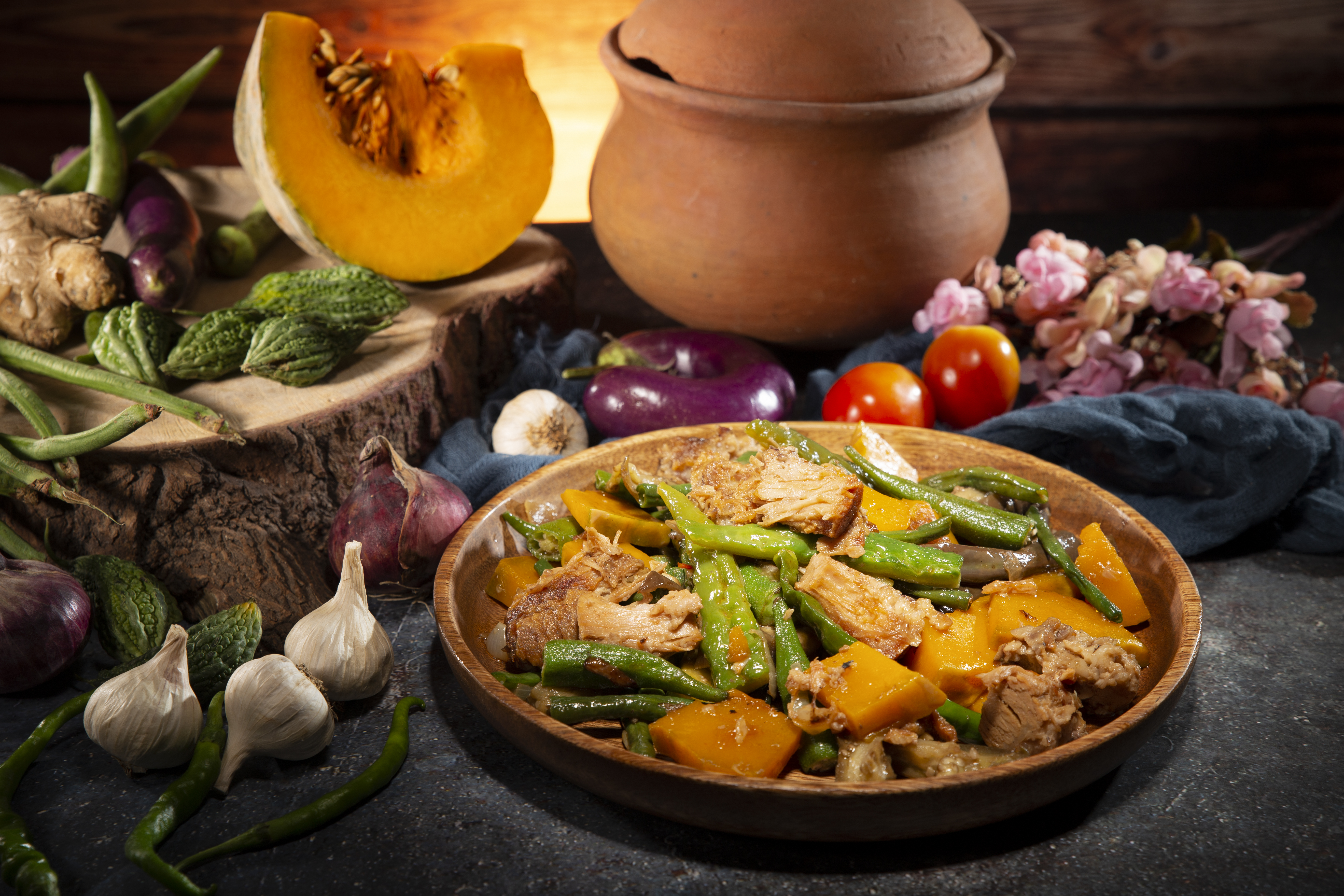
بيناكبيت

يتمحور المطبخ الفلبيني حول مزيج من الحلو (تاميس) والحامض (آسيم) والمالح (ألات) ومع أنه في بيكول وكورديليرا وبين الفلبينيين المسلمين فإن الحار (إنغانغ) هو أساس نكهة الطهي.
الكاونتربوينت هي ميزة في المطبخ الفلبيني والتي تأتي عادة في اقتران شيء حلو مع شيء مالح. وتشمل الأمثلة شامبورادو (عصيدة أرز الكاكاو الحلوة) والتي تقترن بالتويو (الأسماك المملحة المجففة بالشمس)، ودينوجوان (حساء لذيذ مصنوع من دم الخنزير وأحشائه) يقترن بالبوتو (كعك الأرز الحلو المطهو على البخار)، والفواكه غير الناضجة مثل المانجو الخضراء (التي هي حلوة قليلاً ولكنها حامضة جدًا) تؤكل مغموسة في الملح أو باجونج، واستخدام الجبن (وهو حلو مالح) في الكعك الحلو (مثل بيبينغكا وبوتو ) بالإضافة إلى نكهة الآيس كريم.

### المكونات الأصلية والمحلية

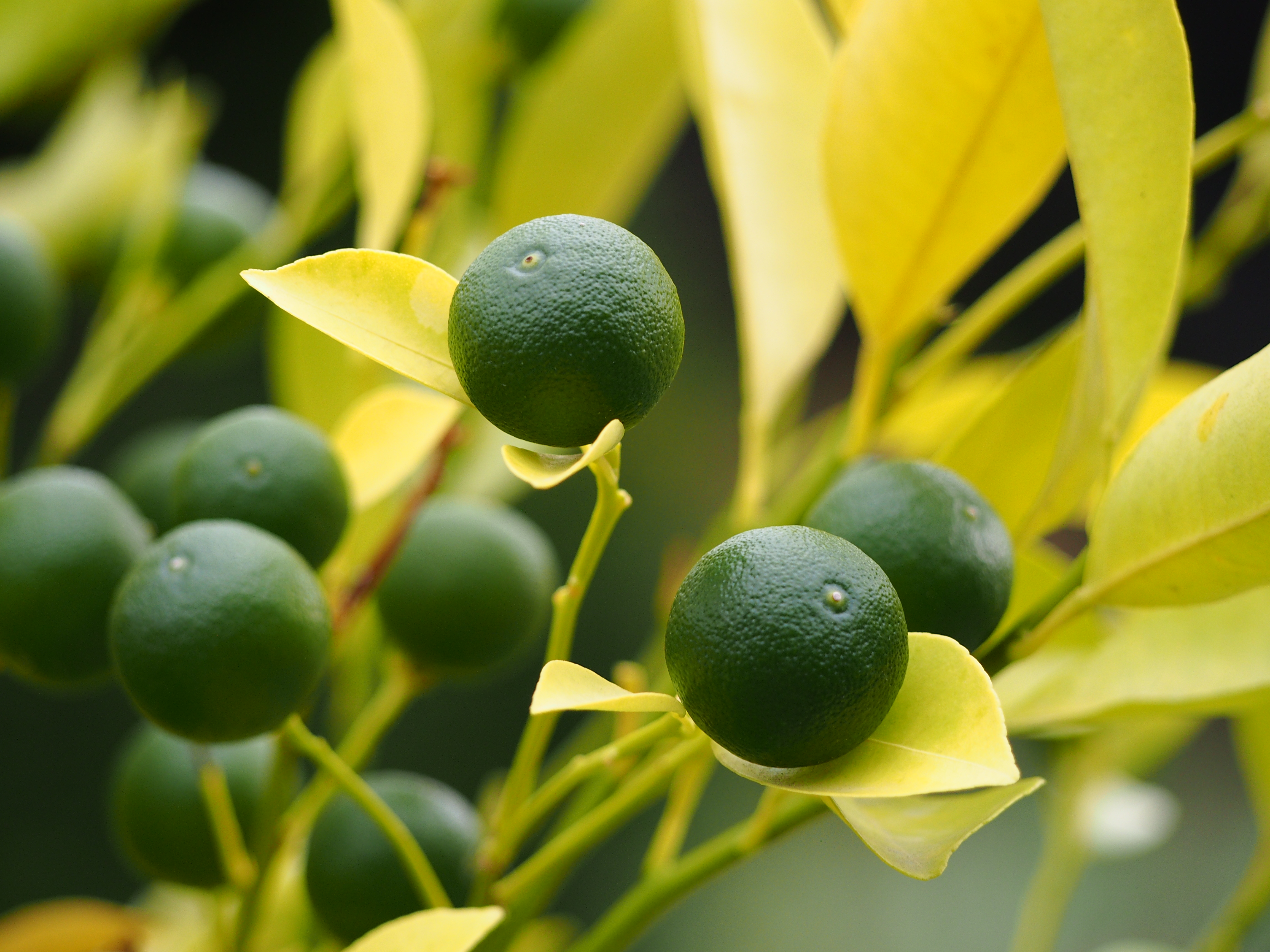
كالامانسي

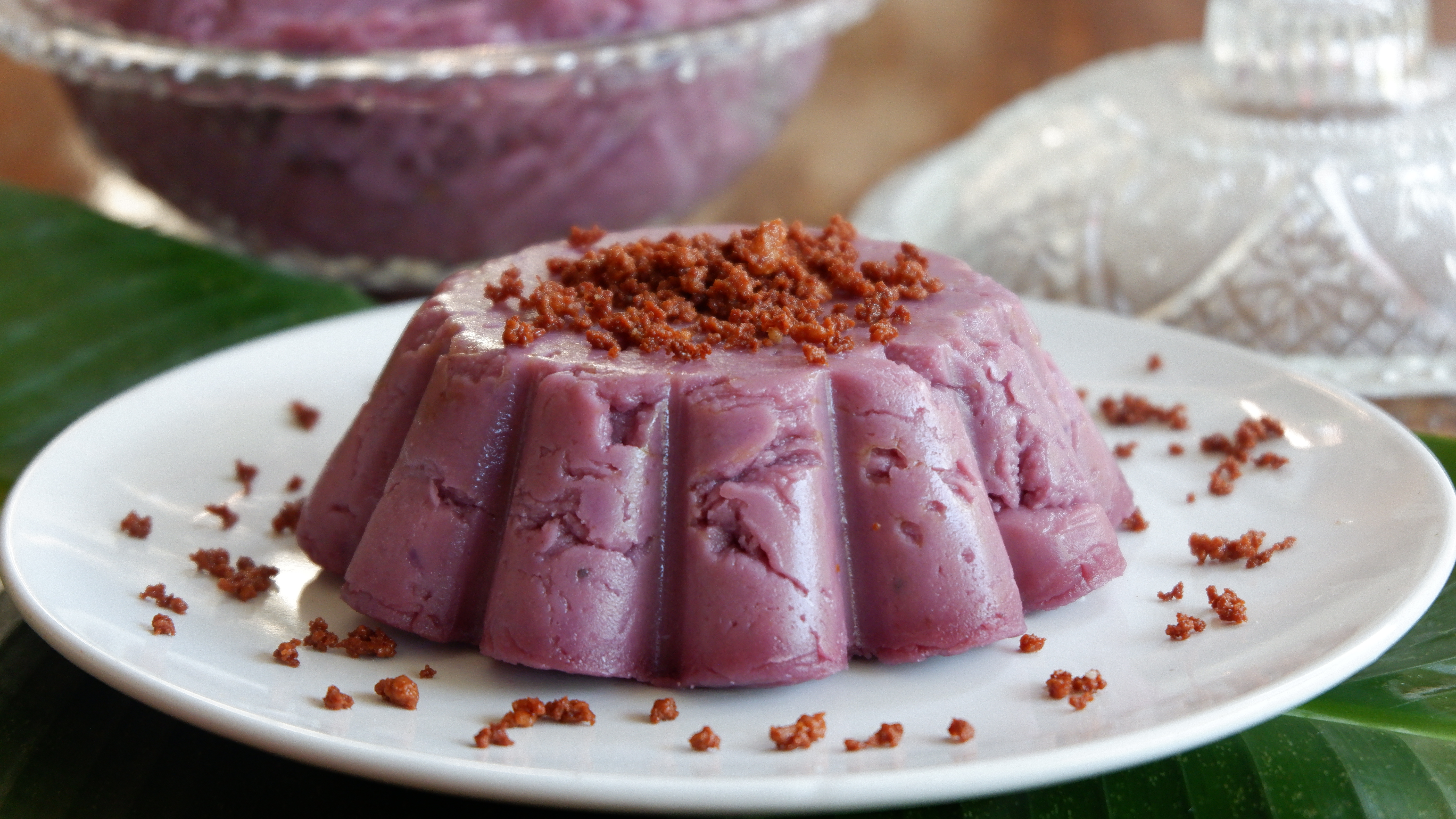
أوبي هالايا

يحتوي المطبخ الفلبيني على مجموعة متنوعة من المكونات الأصلية المستخدمة. فلقد أنتجت الكائنات الحية التي تطورت منظرًا طبيعيًا معينًا، مما أعطى المكان بدوره مكونات محلية عززت نكهات الأطباق. مثل الكالامانسي وهي فاكهة تنتمي إلى جنس الحمضيات، كما أنها واحدة من هذه المكونات المعروفة وتستخدم في الغالب لإضفاء نكهة حامضة على الطبق. وهناك نوع آخر وهو تابون تابون وهي فاكهة استوائية يستخدمها الفلبينيون قبل الاستعمار كمكون مضاد للبكتيريا وخاصة في أطباق كينيلاو.
وتزرع البلاد أيضًا أنواعًا مختلفة من المكسرات، وأحدها هو جوز البيلي حيث تعد الفلبين المصدر الوحيد المعروف للأصناف الصالحة للأكل منه. كما يحضر عادة على شكل ميريندا أو يدمج في الحلويات الأخرى لتعزيز النكهة بسبب الملمس الحليبي الذي يعطيه عندما يذوب في الفم.
الخل هو أحد المكونات الشائعة. ويُعد الأدوبو شائعًا ليس فقط بسبب بساطته وسهولة تحضيره، ولكن أيضًا لقدرته على التخزين لعدة أيام دون أن يفسد، بل وتتحسن نكهته بعد يوم أو يومين من التخزين. تينابا هي سمكة مدخنة على حين التويو والداينج والدانجيت هي أسماك مملحة ومجففة في الشمس، وهي شائعة لأنها يمكن أن تدوم لأسابيع دون أن تفسد حتى بدون تبريد.

## الطبخ والتقديم والاستهلاك
لقد كانت تقاليد الطبخ وتناول الطعام في الفلبين شأناً غير رسمي وجماعي يتمركز حول مطبخ العائلة. حيث يميل الناس إلى تقديم الطعام دفعة واحدة وليس على دفعات.
مثل العديد من نظرائهم في جنوب شرق آسيا لا يستخدم الفلبينيون عيدان تناول الطعام في طعامهم. والطريقة التقليدية لتناول الطعام هي باستخدام اليدين، وخاصة الأطباق الجافة مثل الإينيهاو أو البريتو . حيث سيأخذ المتناول قضمة من الطبق الرئيسي، ثم يتناول الأرز المضغوط بأصابعه. وهذه الممارسة المعروفة باسم الكامايان (استخدام اليد اليسرى المغسولة لالتقاط الطعام المركزي واليد اليمنى لإيصال الطعام إلى الفم) نادرًا ما تُرى في المناطق الحضرية. ومع ذلك يميل الفلبينيون إلى الشعور بروح الكامايان عند تناول الطعام وسط الطبيعة أثناء الرحلات خارج المدينة والإجازات على الشاطئ والاحتفالات في المدينة.
خلال فترة الاحتلال الإسباني -الذي أدى إلى تأثيرات غربية- كان الفلبينيون يتناولون طعامهم باستخدام أدوات المائدة المزدوجة الملعقة والشوكة. ولم تستخدم السكين كما هو الحال في بلدان أخرى؛ لأن إسبانيا كانت تحظر عليهم امتلاك السكاكين. كما يستخدم الفلبينيون جانب الملعقة "لتقطيع" الطعام. وبسبب التأثير الغربي غالبًا ما يكون تناول الطعام باستخدام أدوات المائدة - الشوك والسكاكين والملاعق - ولكن المجموعة الأساسية من الأدوات المستخدمة على طاولة الطعام الفلبينية هي الملعقة والشوكة وليس السكين والشوكة.

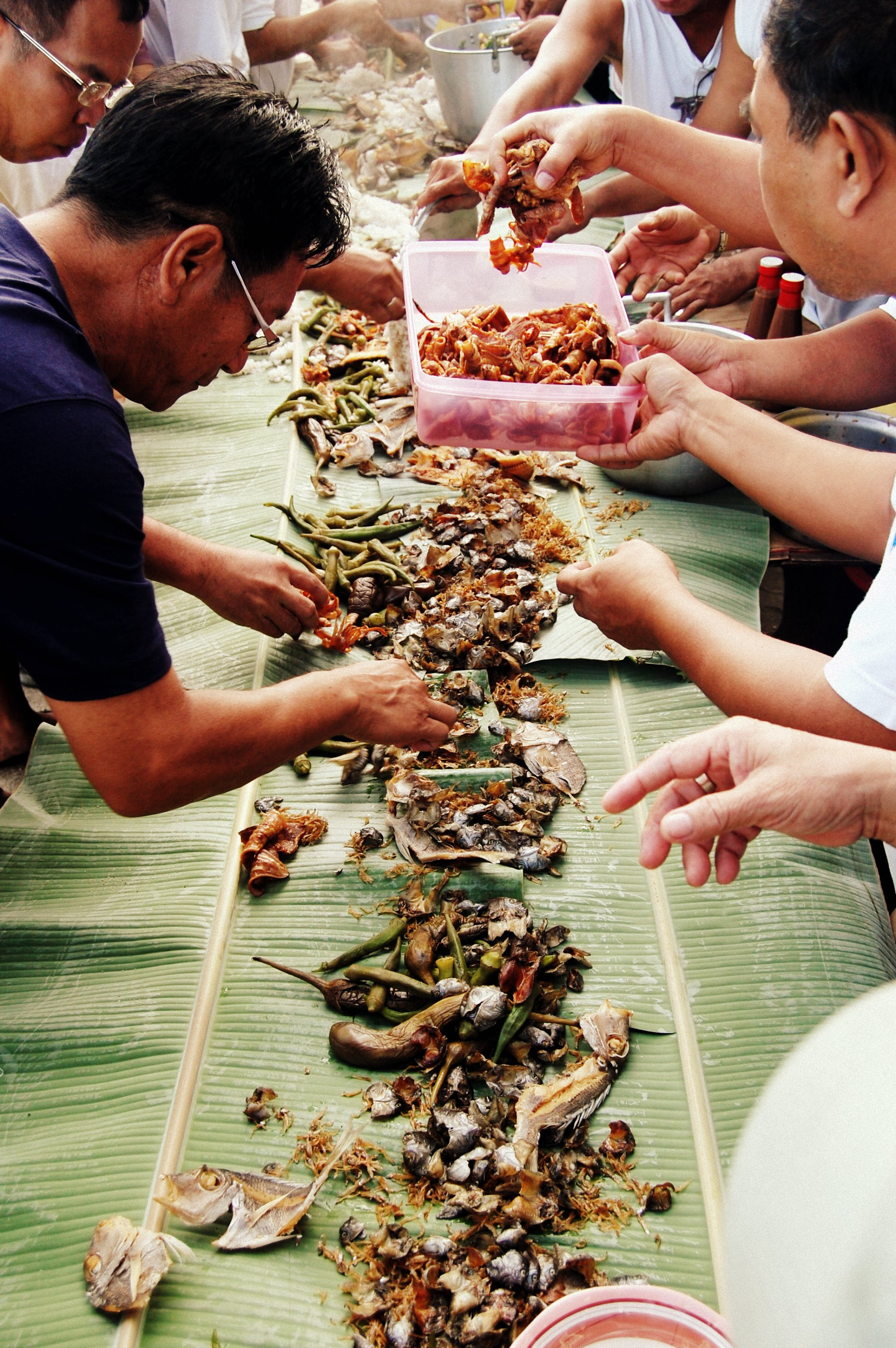
معركة بودل في بالير بأورورا

كما يستخدم الكامايان في مفهوم "معركة البودل" وهو أسلوب لتناول الطعام روج له الجيش الفلبيني والذي يستخدم أوراق الموز المنتشرة على الطاولة كطبق تقديم رئيسي، حيث توضع فيه أجزاء من الأرز ومجموعة متنوعة من الأطباق الفلبينية من أجل وليمة ودية أو أبوية أو جماعية. ومع ذلك لا يزال استخدام الملاعق والشوك هو القاعدة.

### وجبات اليوم

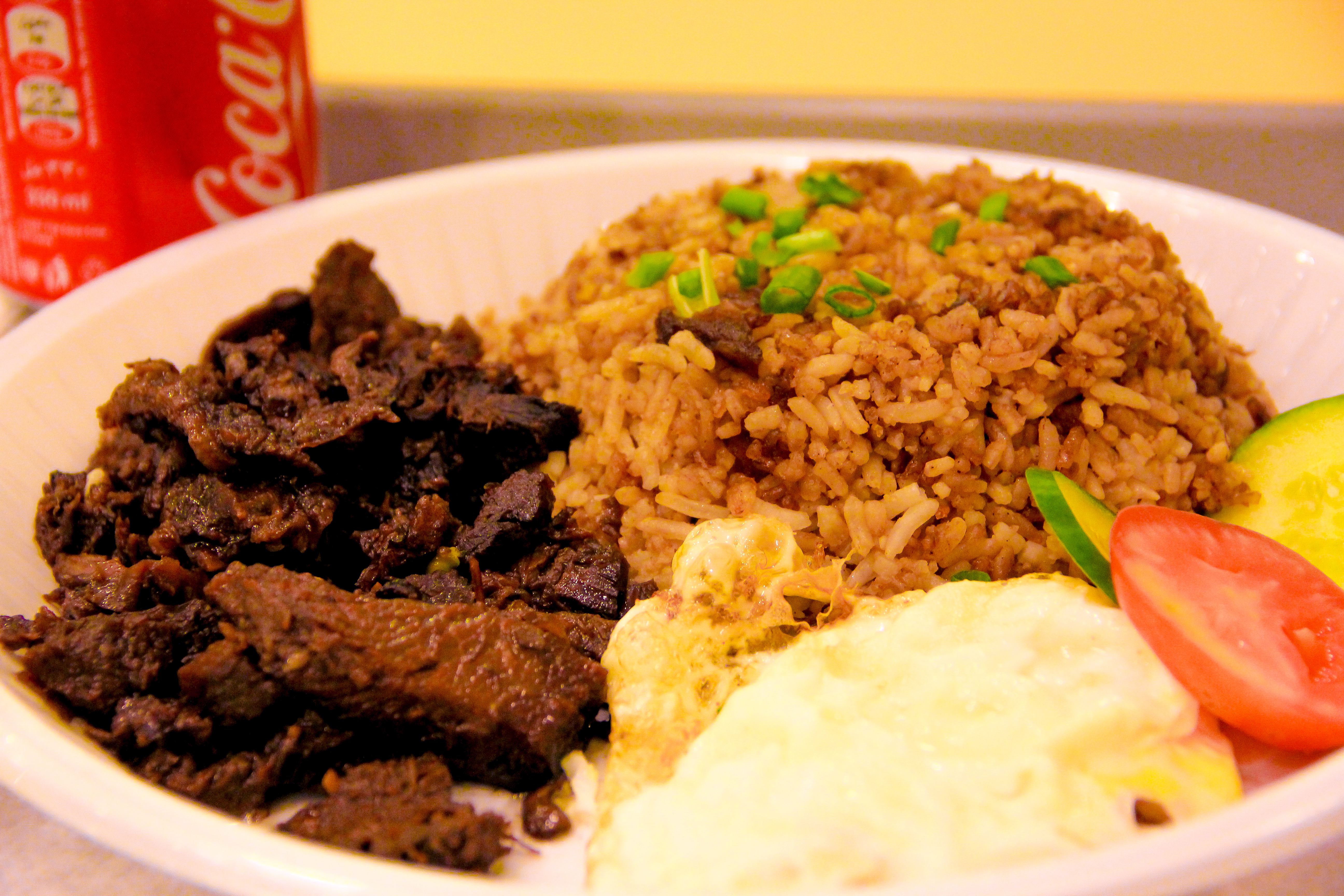
تابسيلوج هي وجبة إفطار شائعة

يتناول الفلبينيون تقليديًا ثلاث وجبات رئيسية يوميًا: المسال أو أغاهان (الإفطار) وتانغاليا (الغداء) وهابونان (العشاء) بالإضافة إلى وجبة خفيفة في الصباح وبعد الظهر تسمى ميريندا (وتسمى أيضًا ميناندال أو مينيدال).
قد تشمل وجبة الإفطار الفلبينية التقليدية ( المسال) بانديسال (لفائف خبز صغيرة) وكيسونج بوتي (جبن فلبيني أبيض طازج وغير ناضج مصنوع تقليديًا من حليب كاراباو) وتشامبورادو (عصيدة أرز بالشوكولاتة) وسيلوج وهو سينانجاج (أرز مقلي بالثوم) أو سينينغ، مع البيض المقلي واللحوم - مثل تابا ولونجانيسا وتوسينو وكارني نورتي (لحم البقر المحفوظ) أو الأسماك مثل داينغ نا بانجوس (سمك اللبن المملح والمجفف) - أو إيتلوج نا بولا (بيض البط المملح). كما تقدم القهوة أيضًا بدرجة شائعة وخاصة كابينج باراكو وهو نوع من القهوة كان إنتاجه في جبال باتانجاس ويشتهر بنكهته القوية.

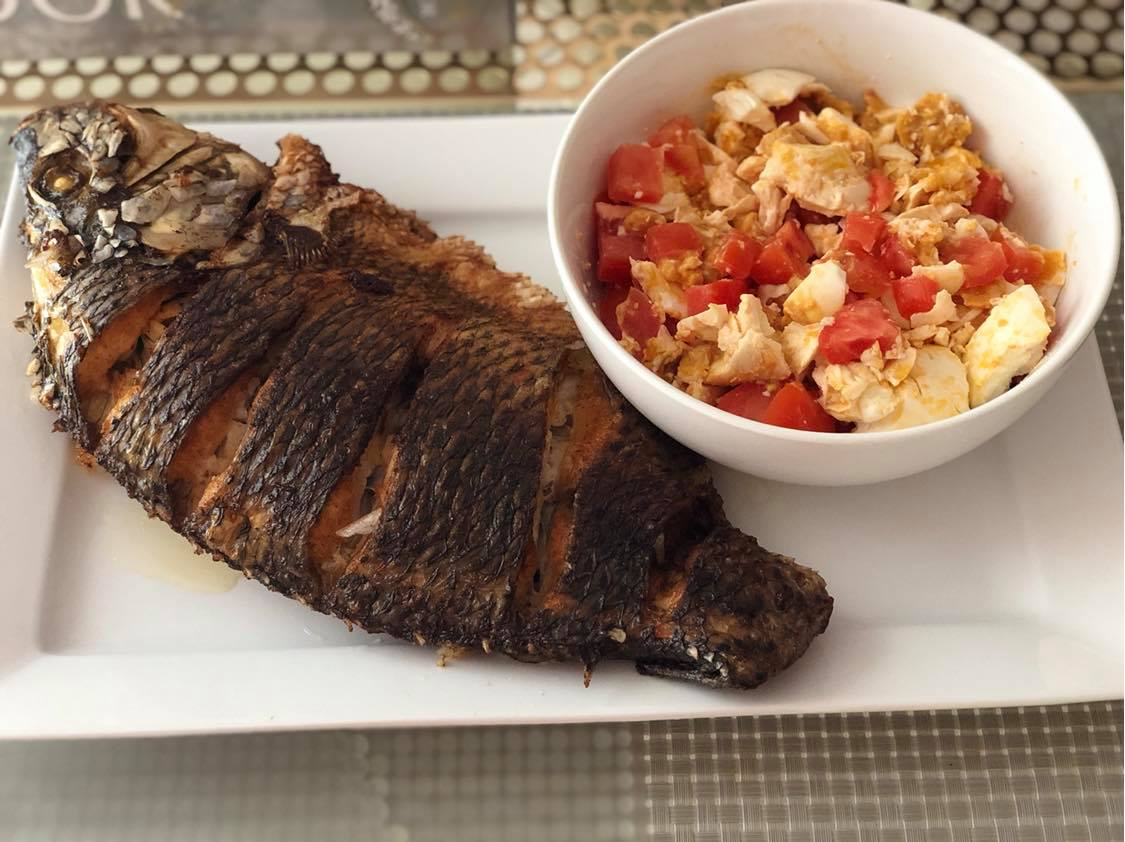
البلطي المقلي مع كاماتيس مالات نايتلاغ

لقد استخدمت بعض الكلمات المرفقة في اللغة الفلبينية لوصف مجموعات شائعة من العناصر في وجبة الإفطار الفلبينية. كمثال على مثل هذا الترتيب المركب هو kankamtuy : ترتيب kan في (الأرز)، وkam atis (الطماطم)، وtuy o (الأسماك المجففة). وآخر هو تابسي : ترتيب النقر a و si nangág أو si naing. كما تشمل الأمثلة الأخرى الاختلافات باستخدام لاحقة silog وعادةً ما تكون نوعًا من اللحوم التي تقدم مع si nangág أو si naing، وlog (بيضة). إن أكثر ثلاثة أنواع من السيلوغ شيوعًا هي تابسيلوغ (يحتوي على التابا كجزء من اللحوم)، وtocilog (يحتوي على التوسينو كجزء من اللحوم)، وlongsilog (يحتوي على لونجانيسا كجزء من اللحوم). أيضاً تشمل أنواع السيلوغ الأخرى: هوت سيلوج (مع هوت دوج)، وبانجسيلوج (مع بانجوس (سمك اللبن))، ودانجسيلوج (مع دانجيت (سمك الأرنب))، وسبامسيلوج (مع سبام)، وأدوسيلوغ (مع أدوبو)، وتشوسيلوج (مع تشوريزو)، وتشيكسيلوج (مع دجاج)، وكورنسيلوغ (مع لحم بقري مملح)، وليتسيلوغ (مع ليشون مانيلا" (أو "ليشون لوزون")). البانكابلوج هي لغة عامية تشير إلى وجبة إفطار تتكون من بانديسال وكابي (قهوة) وإيتلوج (بيضة). حيث يُطلق على المنشأة المتخصصة في مثل هذه الوجبات اسم تابسيهان أو تابسيلوغن.
تتكون وجبة الغداء الفلبينية النموذجية ( تانغاليان) من نوع مختلف من الطعام (أو نوعين بالنسبة للبعض) مع الأرز، وفي بعض الأحيان مع الحساء. فسواء كان مشويًا أو مطهيًا أو مقليًا يؤكل الأرز مع كل شيء. وبسبب المناخ الاستوائي في الفلبين يفضل تقديم الماء المثلج أو العصائر أو المشروبات الغازية مع الوجبات.
يكون العشاء مع أنه الوجبة الرئيسية أصغر حجمًا من نفس الوجبة في البلدان الأخرى. فالوجبات النموذجية في العشاء الفلبيني عادة ما تكون عبارة عن وجبات متبقية من الغداء. وتقديم العشاء الفلبيني عادة في الفترة ما بين 6 إلى 8 مساءً، مع أن العشاء تقديمه في وقت أبكر بكثير في الريف.

### ميريندا

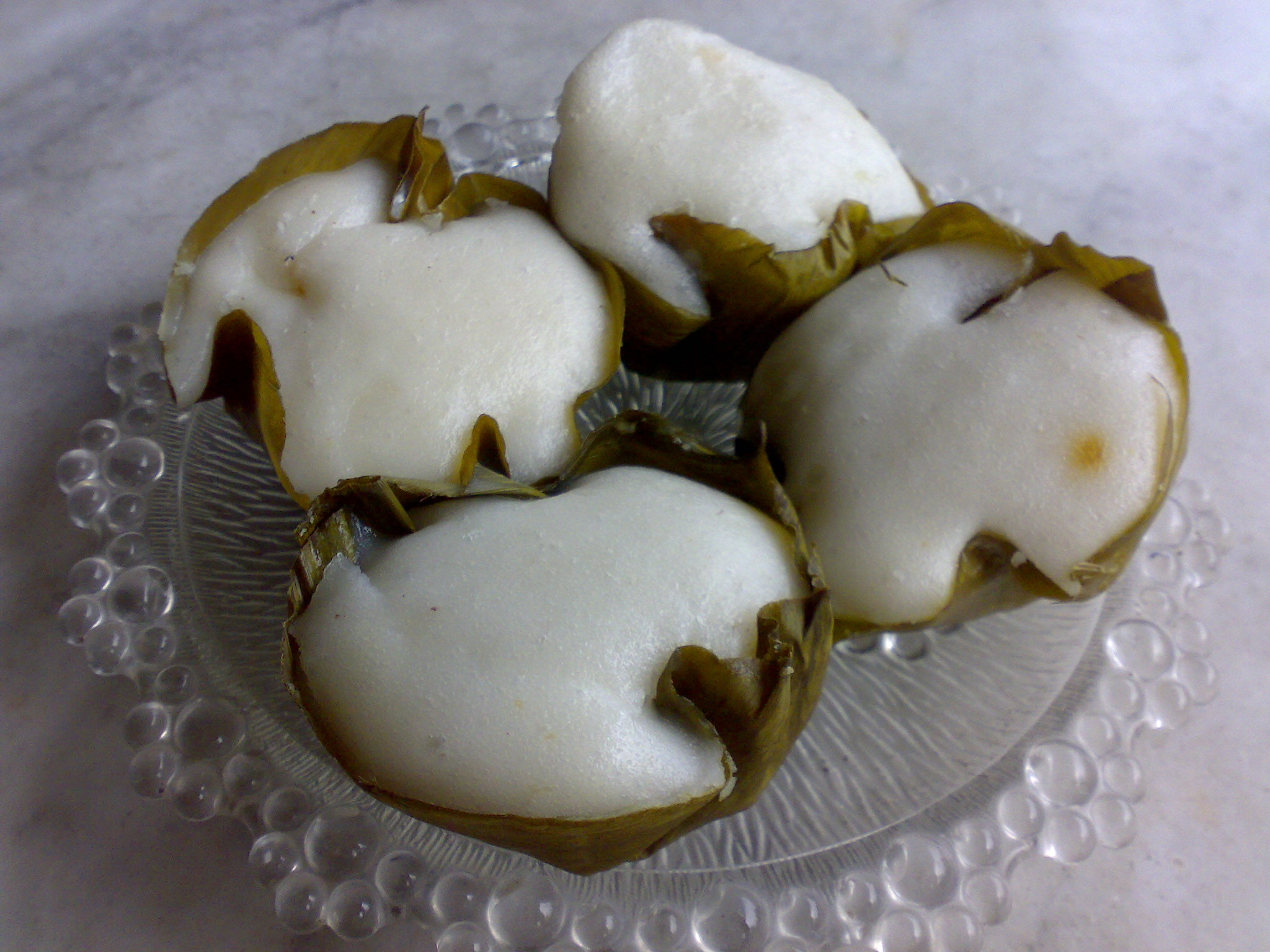
بوتو في بطانات أوراق الموز

الميريندا الكلمة المأخوذة من اللغة الإسبانية وهي عبارة عن وجبة خفيفة أو سناك خاصة في فترة ما بعد الظهر حيث تشبه مفهوم شاي بعد الظهر. وإذا كان تناول الوجبة بالقرب من العشاء فإنها تسمى ميريندا سينا ويمكن تقديمها بدلاً من العشاء.
لدى الفلبينيين عدد من الخيارات التي يمكن تناولها مع الكابي -وهو النطق الفلبيني لكلمة كافيه (قهوة)- منها: الخبز والمعجنات مثل البانديسال والإنسيمادا (بريوش زبداني مغطى بالجبن المبشور والسكر) والهوبيا (معجنات تشبه كعك القمر المحشو بمعجون الفاصوليا الخضراء) والإمبانادا (فطائر لذيذة محشوة باللحوم). كما أنه من الشائع أيضًا الكاكانين أو المعجنات التقليدية المصنوعة من الأرز اللزج مثل الكوتشينتا والسابين-سابين (معجنات متعددة الألوان ومتعددة الطبقات) الباليتاو والبيكو والسومن والبيبينكا والبيتسي-بيتسي (تقدم مع جوز الهند المجفف).

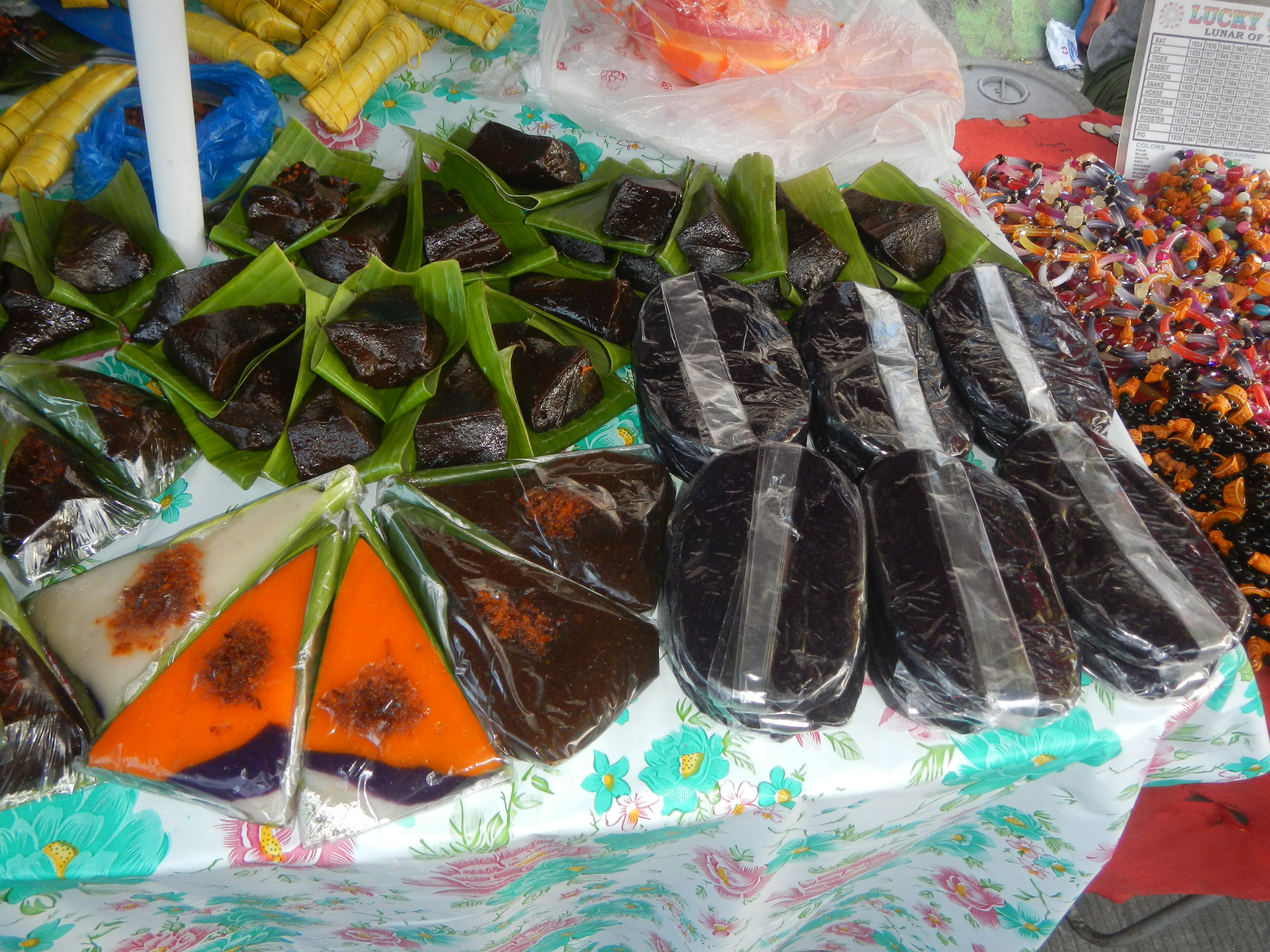
أوبي هالايا ، سابين سابين ، كالاماي ، سومان ، ومختلف الكاكانين الأخرى

تشمل الأطباق اللذيذة التي تُتناول عادة خلال الميريندا البانسيت كانتون (نودلز مقلية) والبالابوك (نودلز أرز مع صلصة تعتمد على الجمبري) والتوكوات بابوي (توفو مقلي مع آذان خنزير مسلوقة في صلصة الصويا بنكهة الثوم والخل) والدينوجوان (حساء حار مصنوع من دم الخنزير) والذي يكون تقديمه غالبًا مع البوتو (كعك دقيق الأرز المطهو على البخار).
كما أضيفت لمسة فلبينية إلى أطباق الديم سوم والزلابية التي جلبها المهاجرون من فوجيان إلى الجزر، وهي أيضًا من الأطباق الشعبية في الميريندا. وغالبًا ما تطهى أطعمة الشوارع -مثل كرات الحبار وكرات السمك- على أعواد الخيزران وتناولها مع صلصة الصويا وعصير الكالاموندين الحامض كتوابل.

### بولوتان

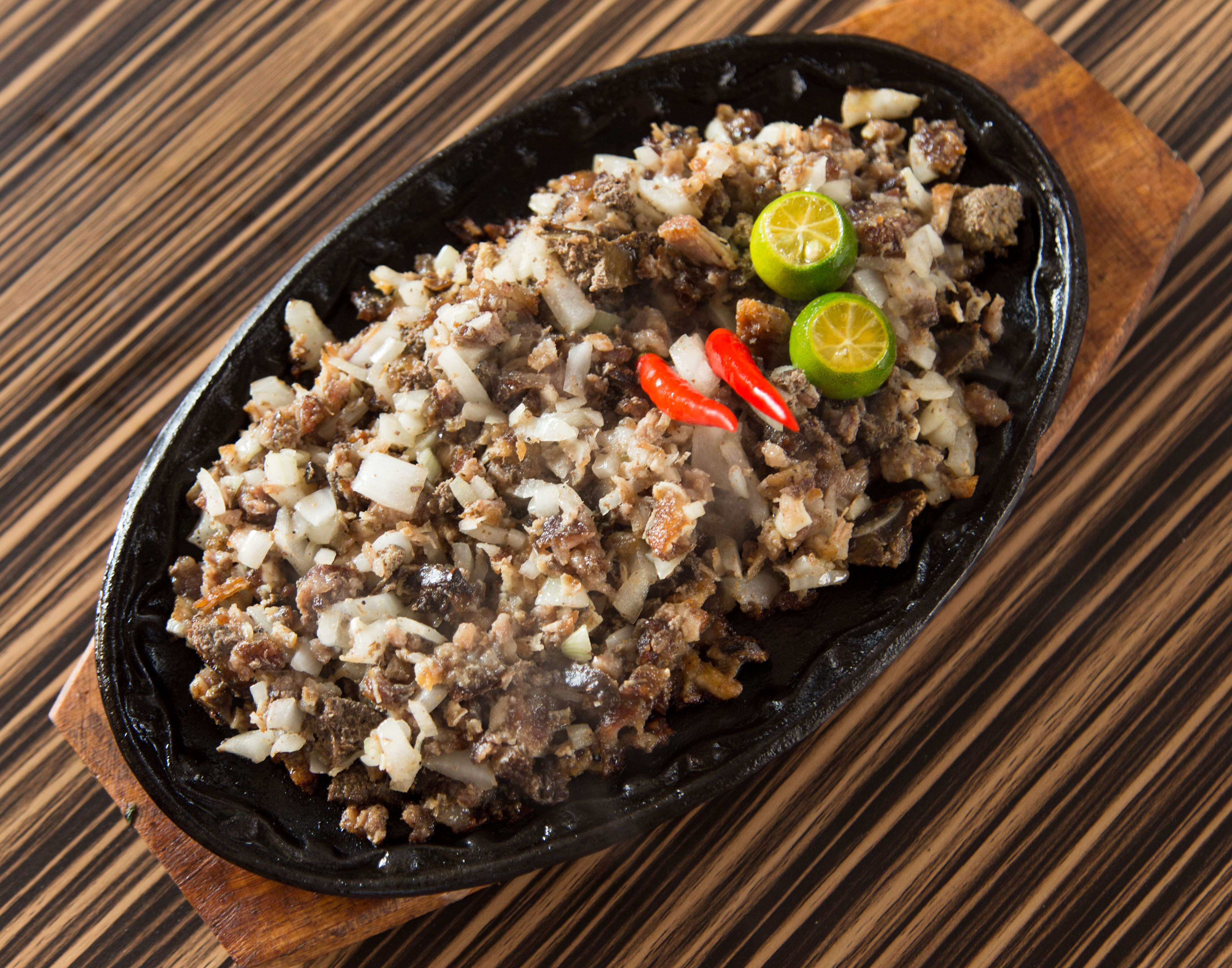
كابامبانجان سيسيج

بولوتان (من الكلمة الفلبينية pulot والتي تعني حرفيًا "التقاط") هو مصطلح مشابه تقريبًا للمصطلح الإنجليزي "طعام الأصابع" أو التاباس الإسباني. ففي الأصل كان عبارة عن وجبة خفيفة مصحوبة بالمشروبات الكحولية أو البيرة، ولكنه وجد طريقه إلى المطبخ الفلبيني كمقبلات أو في بعض الحالات كأطباق رئيسية وذلك كما هو الحال في سيسيج.
تشمل أطباق البولوتان المقلية التشيتشارون (أقل شيوعًا تهجئة تسيتسارون)، وهي قشور لحم الخنزير التي غليت ثم قليت مرتين حيث يعطي القلي الثاني القرمشة واللون الذهبي، والتشيتشارونج بيتوكا وهي أمعاء الخنزير التي قليت حتى أصبحت مقرمشة، والتشيتشارونج بولاكلاك وهي على غرار تشيتشارونج بيتوكا وهي مصنوعة من مساريق أمعاء الخنزير ولها مظهر يشبه الزهرة تقريبًا ومن هنا جاء اسم bulaklak، وchicharong manok هو جلد الدجاج المقلي حتى أصبح مقرمشًا. ومن الأمثلة الأخرى على البولوتان المقلي قطع السلطعون المقرمشة وأرجل الضفادع المقرمشة وشرائح جلد السمك chicharong isda وtugnas أو دهن الخنزير المقلي (المعروف أيضًا باسم بينايجي).

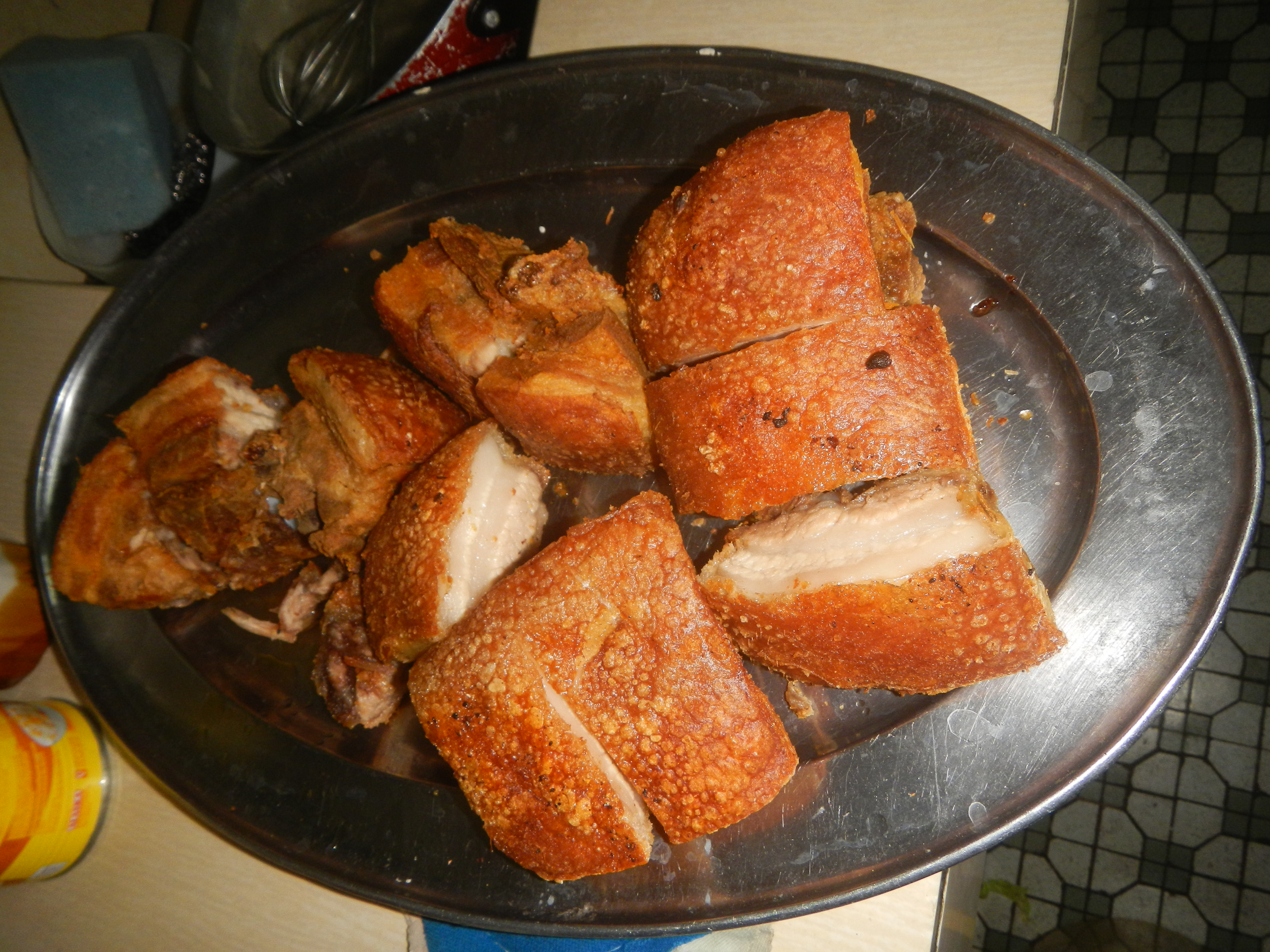
شبكة من إيلوكوس نورتي

تشمل أمثلة الأطعمة المشوية إيساو أو أمعاء الدجاج أو الخنزير الموضوعة بأسياخ ثم مشوية، وإينيهاو نا تينجا وهي آذان الخنزير الموضوعة بأسياخ ثم شويت، ولحم الخنزير المشوي وهو لحم خنزير مشوي متبل بمزيج حلو من الصويا والثوم ثم مشوي. وهناك أيضًا السيسيج وهو بولوتان شائع مصنوع من جلد خد الخنزير وأذنيه وكبده، والذي غلي في البداية ثم شوي على الفحم وبعد ذلك قطع وطهي مع البصل المفروم والفلفل الحار والتوابل.

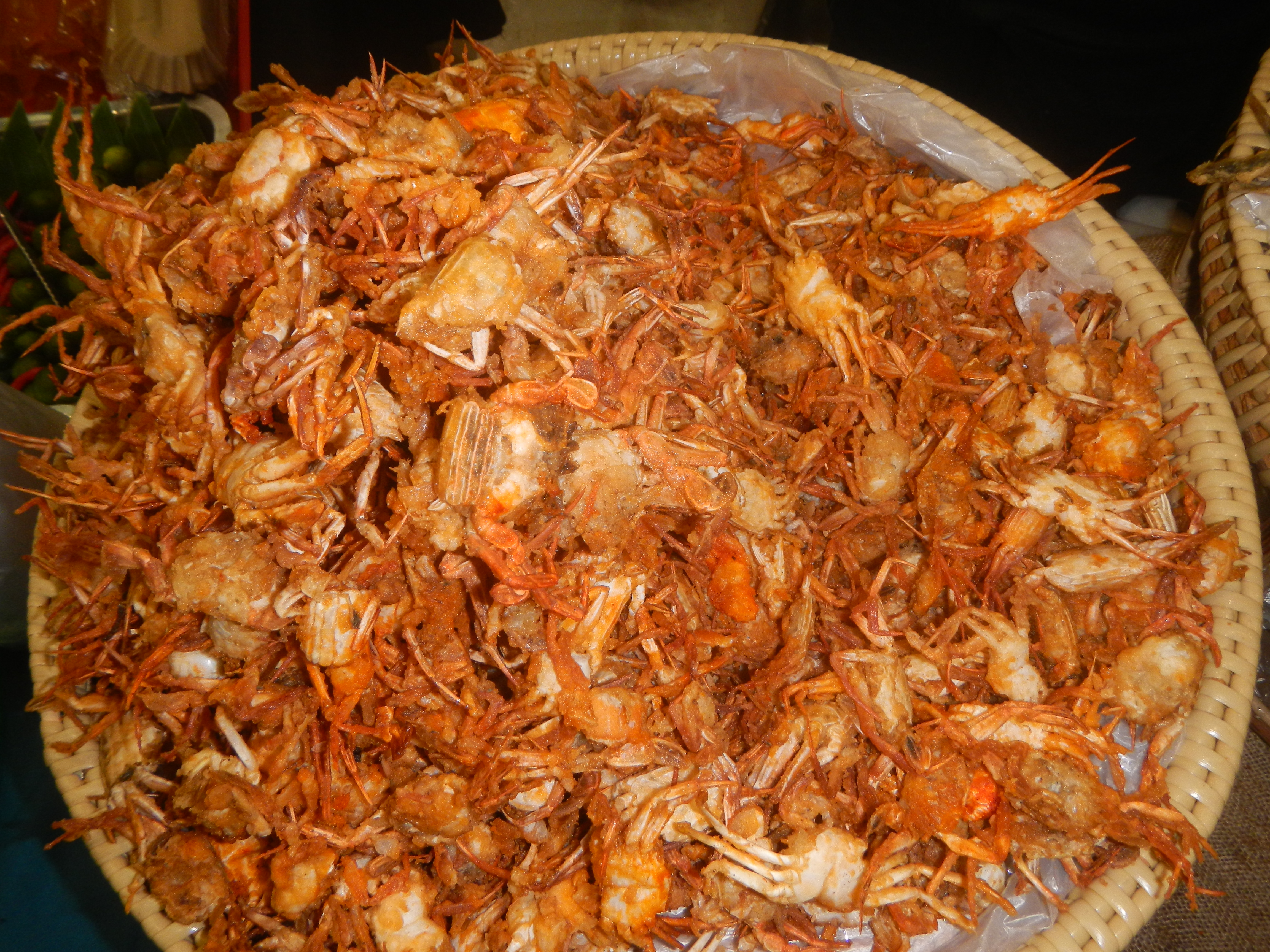
سلطعون مقرمش

يبيع الباعة الجوالين في الفلبين الوجبات الخفيفة الأصغر حجمًا مثل الفول السوداني مطهوًا على البخار بقشرته ومملحًا ومتبلًا أو منكهاً بالثوم في كثير من الأحيان. ووجبة خفيفة أخرى هي الكروبيك وهو عبارة عن بسكويت السمك.
التوكوت بابوي هو عبارة عن توفو مقلي مع لحم خنزير مسلوق متبل بصلصة الصويا وبنكهة الثوم أو صلصة الخل. وتقدم أيضًا كطبق جانبي مع بانسيت لوغلوغ أو بانسيت بالابوك.
كما أن التوهوج-توهوج مصحوب بصلصة حلوة أو حارة. ويتضمن ذلك كرات السمك والكيكيام وكرات الحبار والوجبات الخفيفة الأخرى.

### طعام العيد

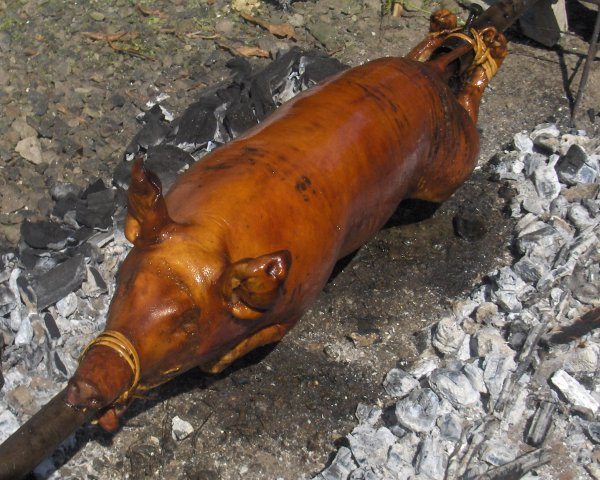
تحميص ليشون في قادس بنيجروس الغربية

في المناسبات الاحتفالية يجتمع الناس معًا ويقومون بإعداد أطباق أكثر تطوراً. وغالبًا ما تكون الطاولات محملة بأطعمة باهظة الثمن وتتطلب ساعات من التحضير. ففي الاحتفالات الفلبينية يعتبر الليشون (أقل شيوعًا تهجئة ليتسون) تقوم مقام القطعة المركزية لطاولة العشاء. وعادة هو عبارة عن خنزير مشوي بالكامل ولكن يمكن أيضًا تحضير الخنازير الرضيعة (ليشونيلو أو ليتشون دي ليتشي) أو عجول الماشية (lechong baka) بدلاً من الخنزير البالغ الشهير. كما يكون تقديمه عادة مع صلصة الليشون والتي تُحضّر تقليدياً من كبد الخنزير المشوي. وتشمل الأطباق الأخرى الهامونادو (لحم البقر أو لحم الخنزير أو الدجاج المعالج بالعسل) والريلينو (دجاج محشو أو سمك بالحليب) والميكادو والأفريتادا والكالديريتا والبوتشيرو والباييلا والمينودو والموركون والإمبوتيدو (في إشارة إلى طبق رغيف اللحم وليس النقانق كما يُفهم في مكان آخر) والسومان (مزيج لذيذ من الأرز وحليب جوز الهند مطهو على البخار في أوراق مثل الموز) وبانسيت كانتون. قد تحتوي الطاولة أيضًا على العديد من الحلويات والمعجنات مثل ليتشي فلان وأوبي والسابين-سابين والشربات (آيس كريم) والتوتونغ أو السينوكماني (أرز وحليب جوز الهند وبودنغ فول المونجو) والجيناتان (بودنغ حليب جوز الهند مع العديد من الخضروات الجذرية ولآلئ التابيوكا) وجولمان (مكون أو حلوى يشبه أجار جيلو).
تعتبر ليلة عيد الميلاد المعروفة باسم نوتشي بوينا العيد الأكثر أهمية. فخلال هذه الأمسية يكون نجم الطاولة هو لحم الخنزير المقدد وجبن إيدام (كيسو دي بولا). كما تمتلئ محلات السوبر ماركت بهذه الأطعمة خلال موسم عيد الميلاد وتعد هدايا شعبية تقدمها الشركات الفلبينية بالإضافة إلى النبيذ الأحمر والبراندي والبقالة أو المعجنات. ويتوفر البوتو بومبونج غالبًا خلال موسم عيد الميلاد ويباع أمام الكنائس إلى جانب البيبينجكا وهو عبارة عن أرز لزج مطحون باللون الأرجواني مطهو على البخار عموديًا في أنابيب صغيرة من الخيزران.
لومبيا ساريوا أو لومبيا الطازجة أكثر شيوعًا في الاحتفالات منه في الوجبات المنزلية اليومية، وهي عبارة عن لفائف ربيعية طازجة تتكون من كريب ناعم ملفوف حول حشوة يمكن أن تشمل شرائح من الكاموتي (البطاطا الحلوة) والسينجكاما (الجيكاما) وبراعم الفاصولياء والفاصولياء الخضراء والملفوف والجزر واللحوم (غالبًا لحم الخنزير). ويمكن تقديمه دافئًا أو باردًا مع صلصة الفول السوداني الحلوة والثوم. الأوكوي هي عبارة عن البابايا المبشورة الممزوجة مع الجمبري الصغير (وأحيانًا براعم الفاصولياء) والمقلية لصنع فطائر الجمبري. كما يكون تناوله عادة مع الخل المتبل بالثوم والملح والفلفل. وغالبًا ما يكون تقديم كل من اللومبيانج ساريوا والأوكوي معًا في الحفلات الفلبينية. لومبيانج ساريوا لها أصول صينية وهي مشتقة من البوبيا.

## الدبابيس

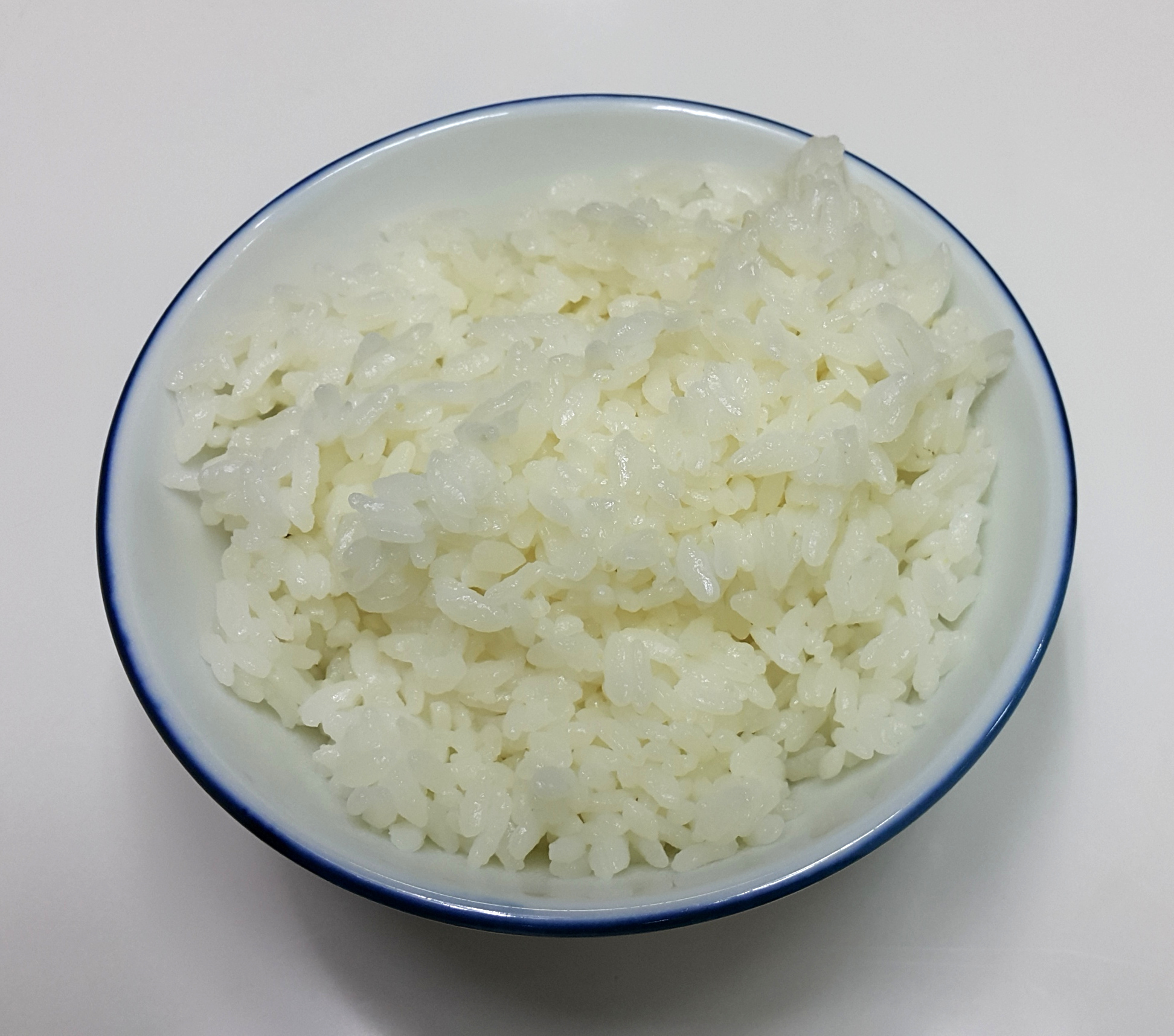
الأرز هو الغذاء الأساسي في المطبخ الفلبيني

كما هو الحال في معظم البلدان الآسيوية فإن الغذاء الأساسي في الفلبين هو الأرز. يطهى على البخار في أغلب الأحيان ويقدم دائمًا مع أطباق اللحوم والأسماك والخضروات. في كثير من الأحيان تقلى بقايا الأرز مع الثوم لصنع سينانغاج والذي يكون تقديمه عادة في وجبة الإفطار مع بيضة مقلية ولحوم أو نقانق مملحة. في كثير من الأحيان يكون الاستمتاع بالأرز مع الصلصة أو المرق من الأطباق الرئيسية. في بعض المناطق يخلط الأرز مع الملح أو الحليب المكثف أو الكاكاو أو القهوة. يستخدم دقيق الأرز في صنع الحلويات والكعك والمعجنات الأخرى. الأرز اللزج مع الكاكاو -والذي يسمى أيضًا شامبورادو- هو أيضًا طبق شائع يقدم مع الداينج (الرنجة المجففة).
إنّ الأرز وجوز الهند باعتبارهما من المواد الغذائية الأساسية في جميع أنحاء الأرخبيل كما هو الحال في بقية جنوب شرق آسيا، يعني أطباقًا وطرقًا مماثلة تعتمد على هذه المحاصيل. تظهر بعض هذه الخصائص بوضوح في مشروب حليب جوز الهند، وخاصة في مشروب لاينج وسينيليهان الشهير (المعروف باسم بيكول إكسبرس) من بيكول. وتنتشر أيضًا في المطابخ والمؤسسات الغذائية الفلبينية أنواع أخرى من الحساء أو اليخنات والتي يطلق عليها عادةً اسم جيناتان أو "مع حليب جوز الهند". هناك طبق من جزر فيساياس يُطهى على نار هادئة في ماء جوز الهند -ويفضل في الخيزران- وهو عبارة عن طبق بيناكول مع الدجاج كمكون رئيسي.

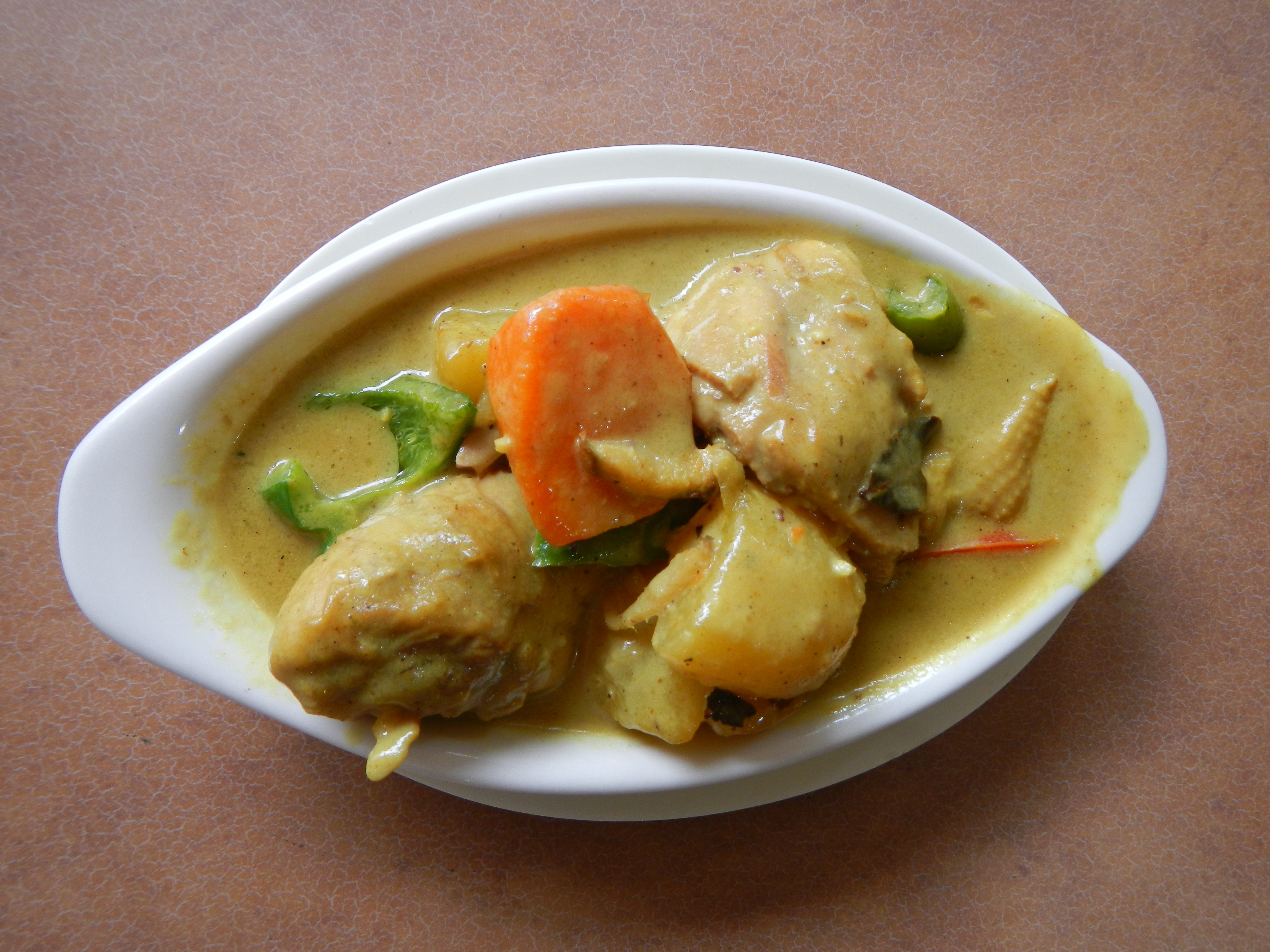
كاري الدجاج الفلبيني مع صلصة حليب جوز الهند الشهيرة

تُستخدم مجموعة متنوعة من الفواكه والخضروات عادةً في الطهي. تضفي موز الجنة (وتسمى أيضًا سابا في الفلبين) والكالامانسي والجوافة (البايا) والمانجو والبابايا والأناناس نكهة استوائية مميزة في العديد من الأطباق، كما الخضراوات الورقية الخضراء الأساسية مثل السبانخ المائية (كانجكونج) والملفوف الصيني (بيتساي) وملفوف نابا (بيتساي وومبوك) والملفوف ( ريبوليو ) والخضروات الأخرى مثل الباذنجان (تالونج) والفاصوليا الطويلة ( سيتاو ) تُستخدم أيضًا بصفة شائعة. جوز الهند موجود في معظم الأطباق. غالبًا ما يستخدم لحم جوز الهند في الحلويات وحليب جوز الهند (كاكانج جاتا) في الصلصات وزيت جوز الهند للقلي. إن الحصاد الوفير للمحاصيل الجذرية مثل البطاطس والجزر والقلقاس (جابي) والكسافا (كاموتنج كاهوي) واليام الأرجواني (أوبي) والبطاطا الحلوة (كاموتي) يجعلها متاحة بسهولة. يوجد مزيج من الطماطم (كاماتيس) والثوم (باوانج) والبصل (سيبوياس) في العديد من الأطباق.

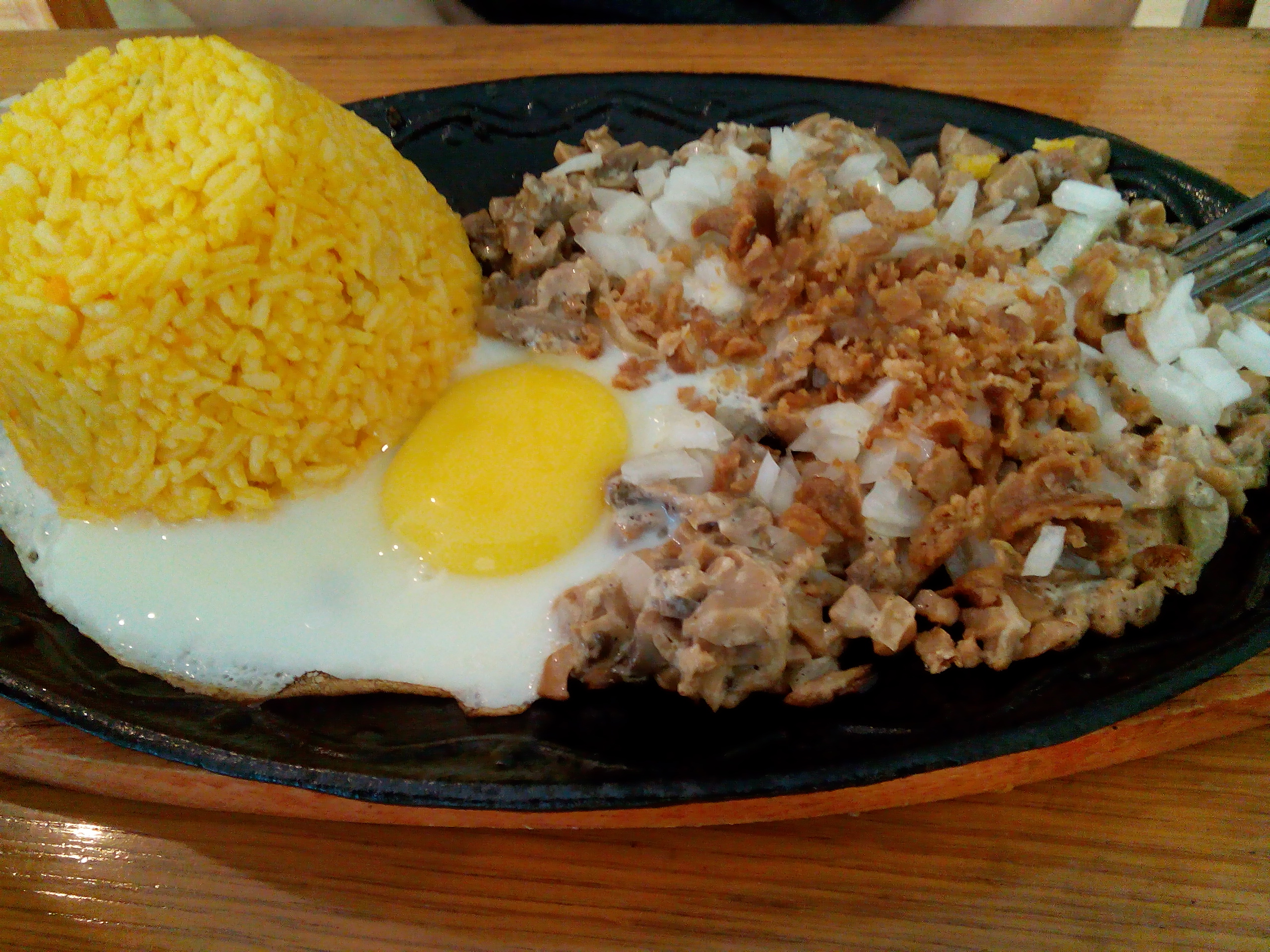
سيسيج

تشمل المواد الغذائية الأساسية للحوم: الدجاج ولحم الخنزير ولحم البقر والأسماك. تحظى المأكولات البحرية بشعبية كبيرة نتيجة للمسطحات المائية المحيطة بالأرخبيل. يشمل الصيد الفلبيني الشائع البلطي وسمك السلور (هيتو) وسمك اللبن (بانجوس) والهامور (لابو لابو) والروبيان (هيبون) والقريدس (سوغبو) والماكريل (جالونجونج ، وهاسا-هاسا) وسمك أبو سيف (إيسدانج-إيسبادا) والمحار (تالابا) وبلح البحر (تاهونج) والمحار (هالان وتوليا) والسرطانات الكبيرة والصغيرة ( أليمانجو وأليماساج على التوالي) وأسماك الطرائد وسمك السمور والتونة وسمك القد (باكالاو) والمارلين الأزرق والحبار/الحبار (كلاهما يسمى بوسيت). ومن الشائع أيضًا استخدام الأعشاب البحرية (دامونج داجات) وأذن البحر وثعبان البحر (إيجات).

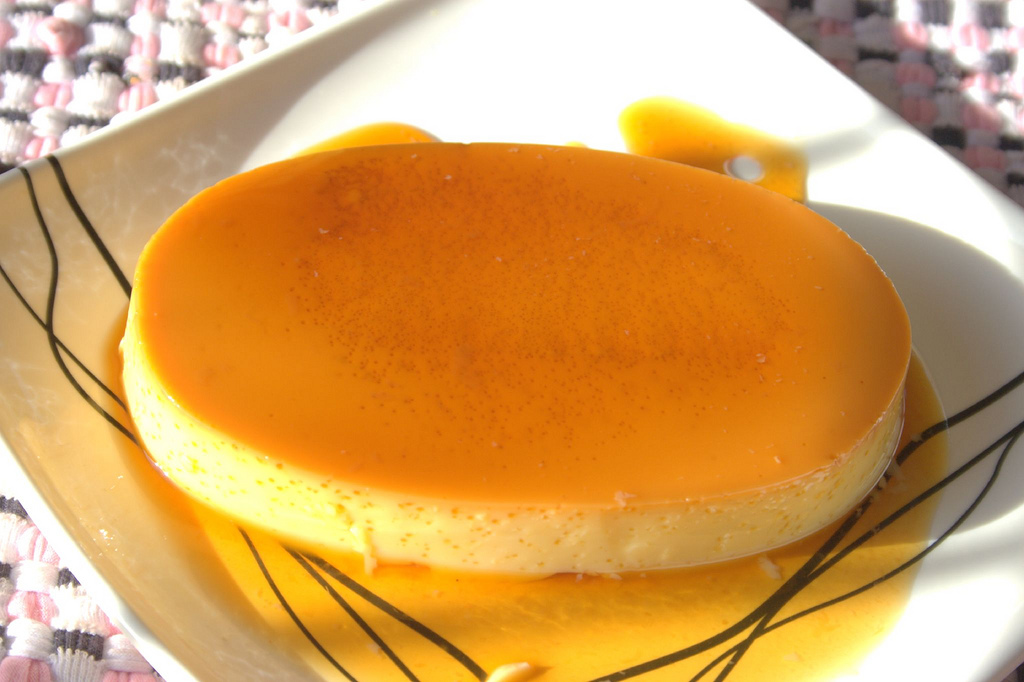
فطيرة الحليب

الطريقة الأكثر شيوعا لتناول الأسماك هي أن تملح أو تقلى في المقلاة أو تقلى في الزيت الغزير ثم تتناول كوجبة بسيطة مع الأرز والخضروات. يمكن أيضًا طهيه في مرق حامض من الطماطم أو التمر الهندي كما في البانجات أو تحضيره بالخضروات ومادة حامضة لصنع السينيغانغ أو يطهى على نار هادئة في الخل والفلفل لصنع الباكسيو أو يُشوى على الفحم الساخن أو الخشب (الإينيهاو). تشمل اعدادات الأسماك الأخرى الإسكابيتشي (حلو وحامض) أو ريلينو (منزوع العظم ومحشو) أو " كينيلاو " (مشابه للسيفيتشي؛ متبل بالخل أو كالامانسي). يمكن حفظ الأسماك عن طريق التدخين (تينابا) أو تجفيفها في الشمس (تويو أو داينج).
كان تقديم الطعام في كثير من الأحيان مع صلصات الغمس المختلفة. ويكون غمس الأطعمة المقلية في كثير من الأحيان إما في الخل مع البصل أو في صلصة الصويا مع عصير الكالامانسي (الليمون الفلبيني أو الكالامانسي). يمكن خلط الباتيس (صلصة السمك) مع الكالامانسي كصلصة غمس لمعظم المأكولات البحرية أو خلطها مع حساء يسمى نيلاجا. إنّ صلصة السمك و معجون السمك (باجونج) ومعجون الروبيان ( باجونج ألامانج ) وجذر الزنجبيل المطحون (لويا) هي من التوابل التي تُضاف عادةً إلى الأطباق أثناء عملية الطهي أو عند تقديمها.

## الأطباق الرئيسية

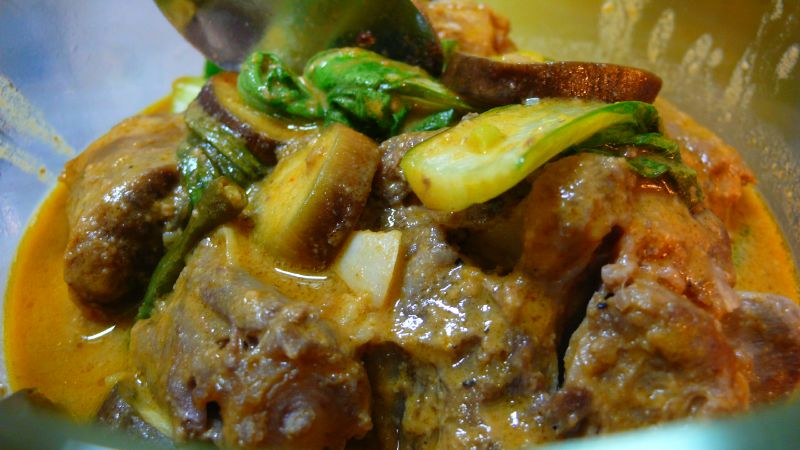
كاري كاري

يعد الأدوبو أحد الأطباق الفلبينية الأكثر شعبية ويعتبره الكثيرون بصيغة غير رسمية بمنزلة الطبق الوطني. يتكون عادة من لحم الخنزير أو الدجاج -وأحيانا كليهما- مطهو ببطء أو مطهو في صلصة مصنوعة عادة من الخل وزيت الطهي والثوم وورق الغار وحبات الفلفل وصلصة الصويا. يمكن أيضًا تحضيره "جافًا" عن طريق طهي السائل وتركيز النكهة. البستيك -المعروف أيضًا باسم "شريحة لحم البقر الفلبينية"- يتكون من شرائح رقيقة من لحم البقر المتبلة بصلصة الصويا والكالامانسي ثم المقلية في مقلاة تقدم عادةً مع البصل.
بعض أنواع الحساء المعروفة هي كاري كاري ودينوجوان . في الكاري كاري -المعروف أيضًا باسم "حساء الفول السوداني"- يعتبر ذيل الثور أو كرشة الثور هو المكون الرئيسي ويقومون بطهيه مع الخضروات في تحضير يعتمد على الفول السوداني. ويقدم عادة مع باجونج ( معجون الروبيان المخمر). في دينوجوان يطهى دم الخنزير وأمعائه ولحومه بالخل ويتبل بالفلفل الحار وعادة ما يكون سيلينج ماهابا.

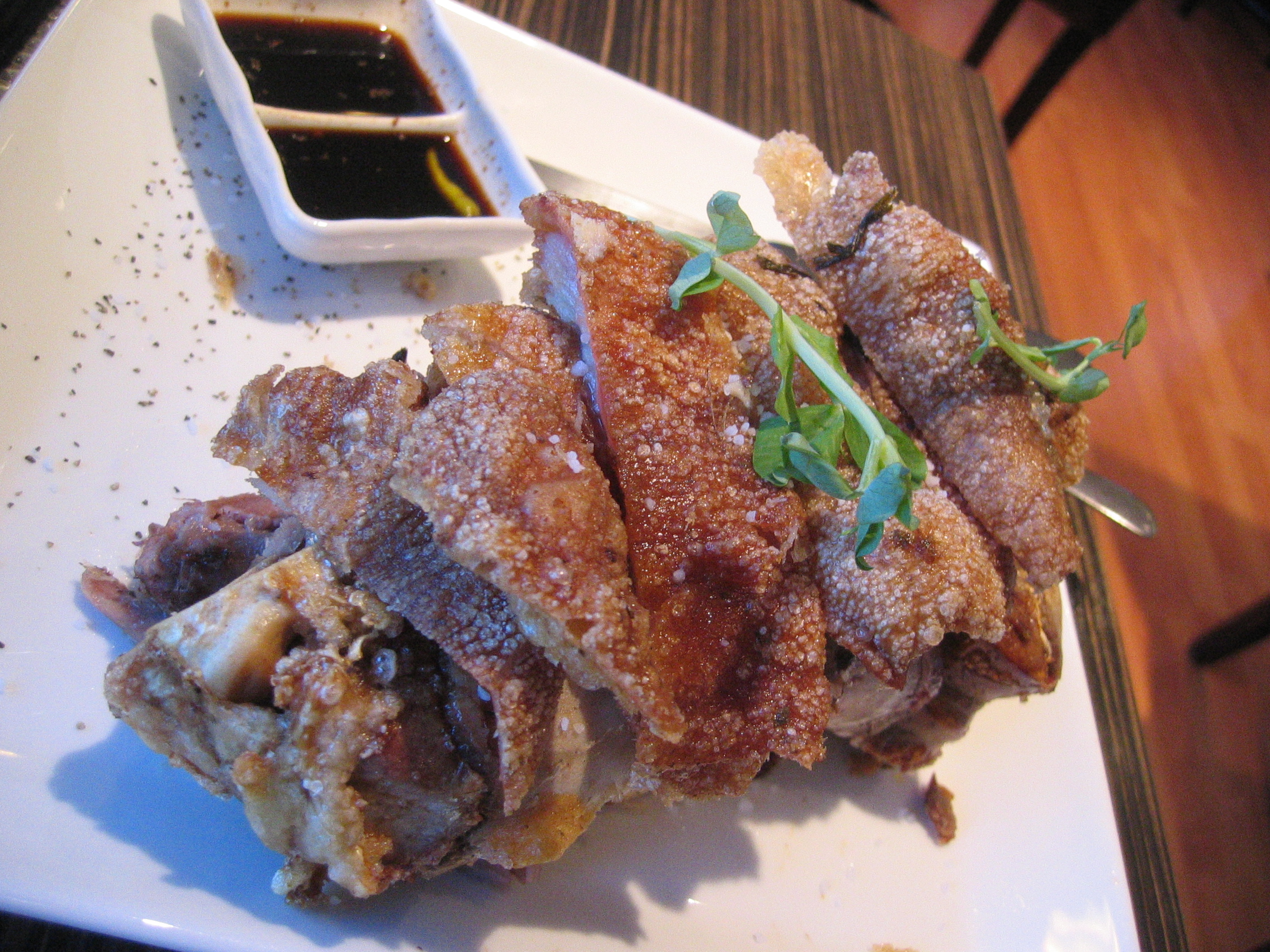
بطاطا مقرمشة

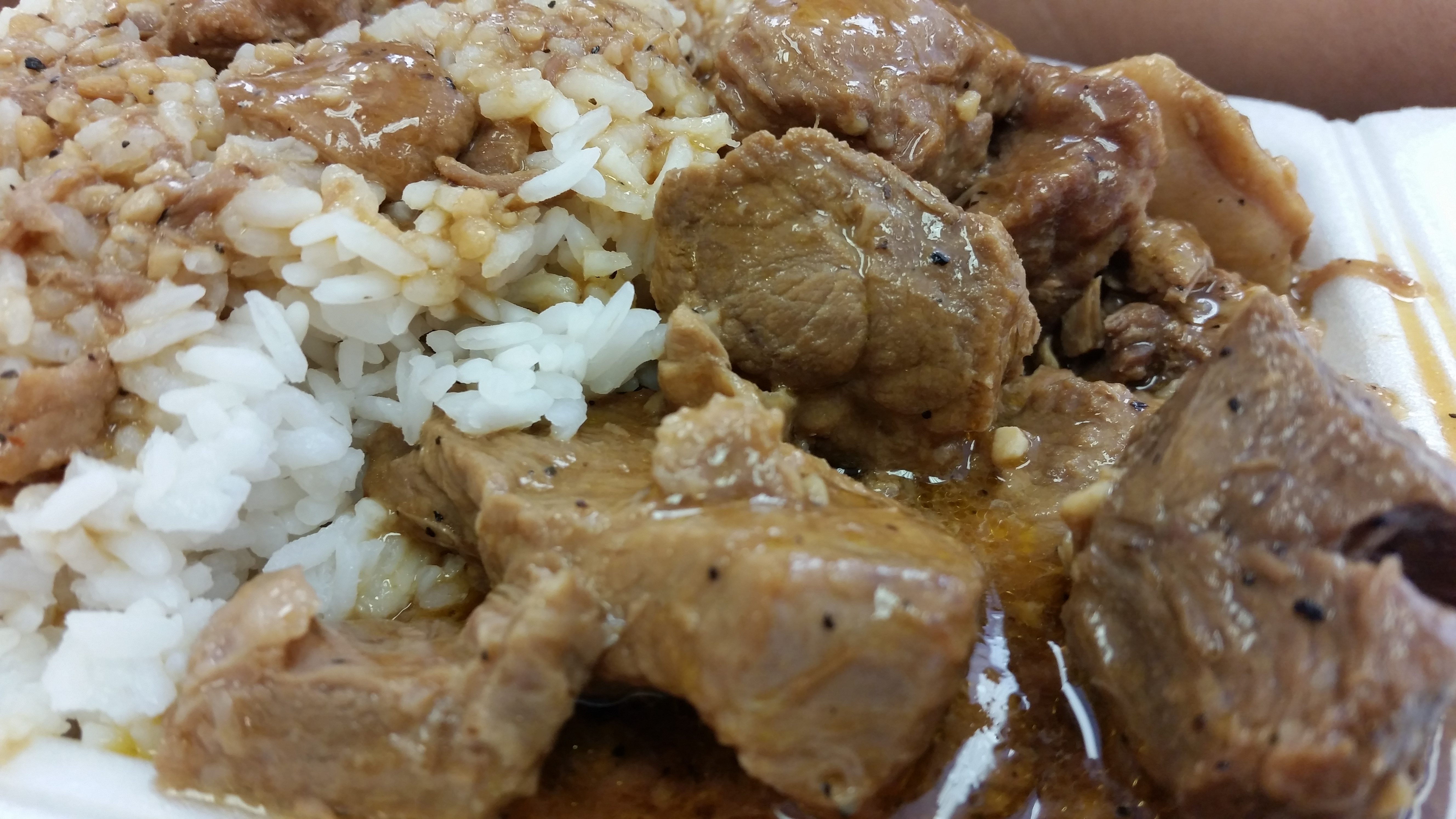
لحم الخنزير أدوبو

يشير الباكسيو إلى أنواع مختلفة من اليخنات المعتمدة على الخل والتي تختلف اختلافًا كبيرًا عن بعضها البعض بناءً على نوع اللحوم المستخدمة. يستخدم طبق الباكسيو نا إيدا الأسماك وعادة ما يتضمن إضافة الزنجبيل وصلصة السمك وربما المهابا والخضروات. باكسيو نا بابوي هو باكسيو يستخدم لحم الخنزير -وعادةً ما يكون عرقوب لحم الخنزير- وغالبًا ما يُضاف إليه السكر وأزهار الموز والماء حتى يُطهى اللحم في صلصة حلوة. طبق مماثل من سكان فيسايان يسمى هومبا يضيف الفاصولياء السوداء المخمرة.[بحاجة لمصدر] .من المحتمل أن كلا الطبقين مرتبطان بطبق باتا تيم الذي هو من أصل صيني. يكون تحضير طبق الباكسيو نا ليشون من لحم ليشون مع إضافة الكبد المفروم أو دهن الكبد. يضيف هذا نكهة ويجعل الصلصة سميكة بحيث تبدأ في التحول إلى اللون الكراميل حول اللحم بحلول الوقت الذي يصبح فيه الانتهاء من طهي الطبق. مع أن بعض أنواع أطباق الباكسيو تحضر باستخدام نفس المكونات الأساسية مثل أدوبو إلا أنها تحضر بأسلوب مختلف مع إضافة مكونات أخرى ونسب مختلفة من المكونات والماء.
في الباتّا المقرمشة تُتبل أرجل لحم الخنزير (المعروفة باسم الباتّا ) بالخل بنكهة الثوم ثم تُقلى حتى تصبح مقرمشة وذات لون بني ذهبي، مع تحضير أجزاء أخرى من ساق لحم الخنزير بنفس الطريقة. ليشون مانوك هو النسخة الفلبينية من دجاج المشواة. يتوفر هذا الطبق في العديد من أكشاك بيع الأطعمة الصغيرة أو سلاسل المطاعم (مثل أندوك وباليواك وتوتو وسن بييدرو جي أس باكتاكان) وهو عبارة عن دجاج متبل خصيصًا مشوي على لهب الفحم ويقدم مع صلصة "سارسا" أو صلصة ليشون المصنوعة من كبد لحم الخنزير المهروس والنشا والسكر والتوابل.

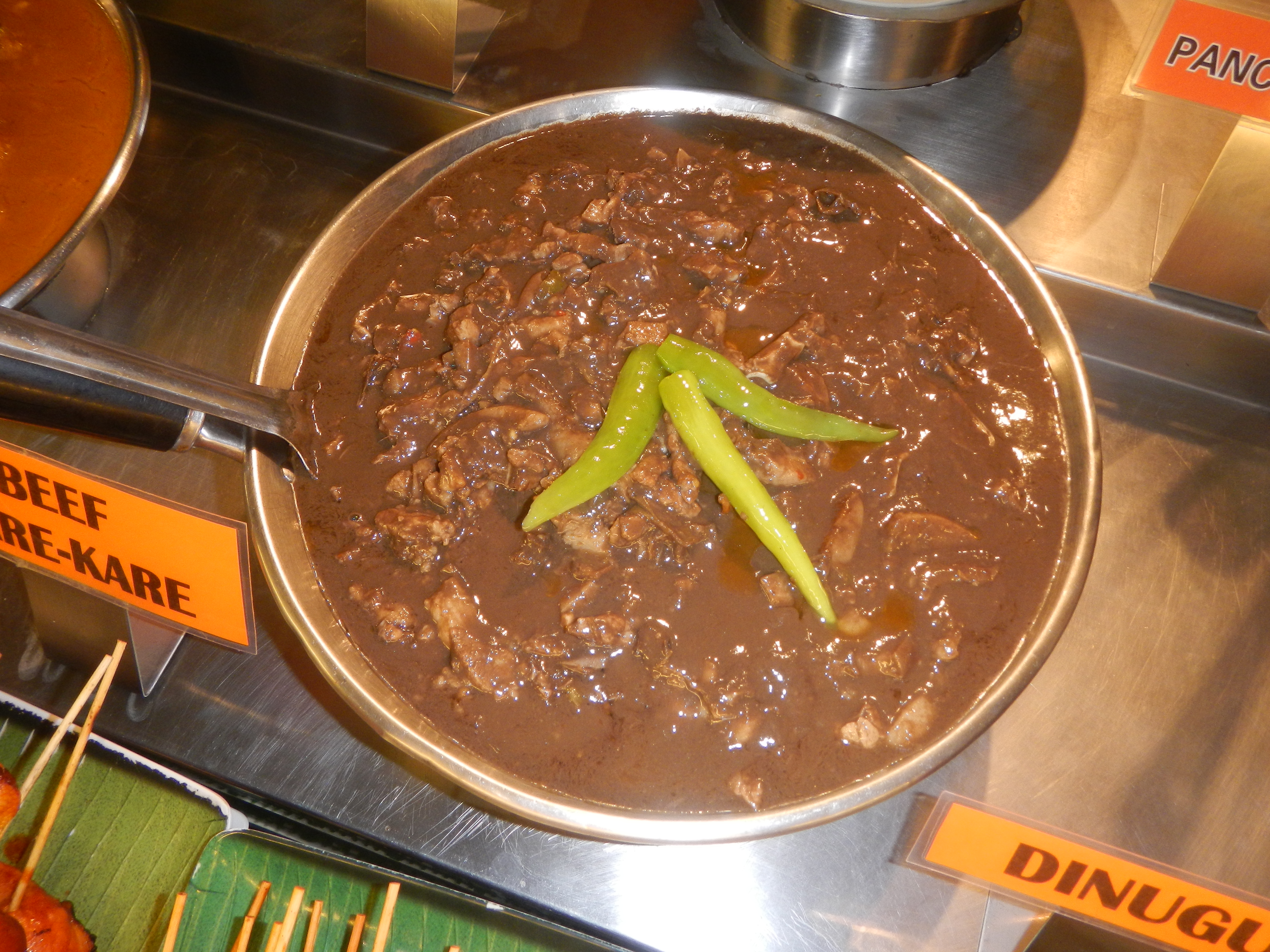
دينوغوان ، يخنة دم لحم الخنزير مع هابا

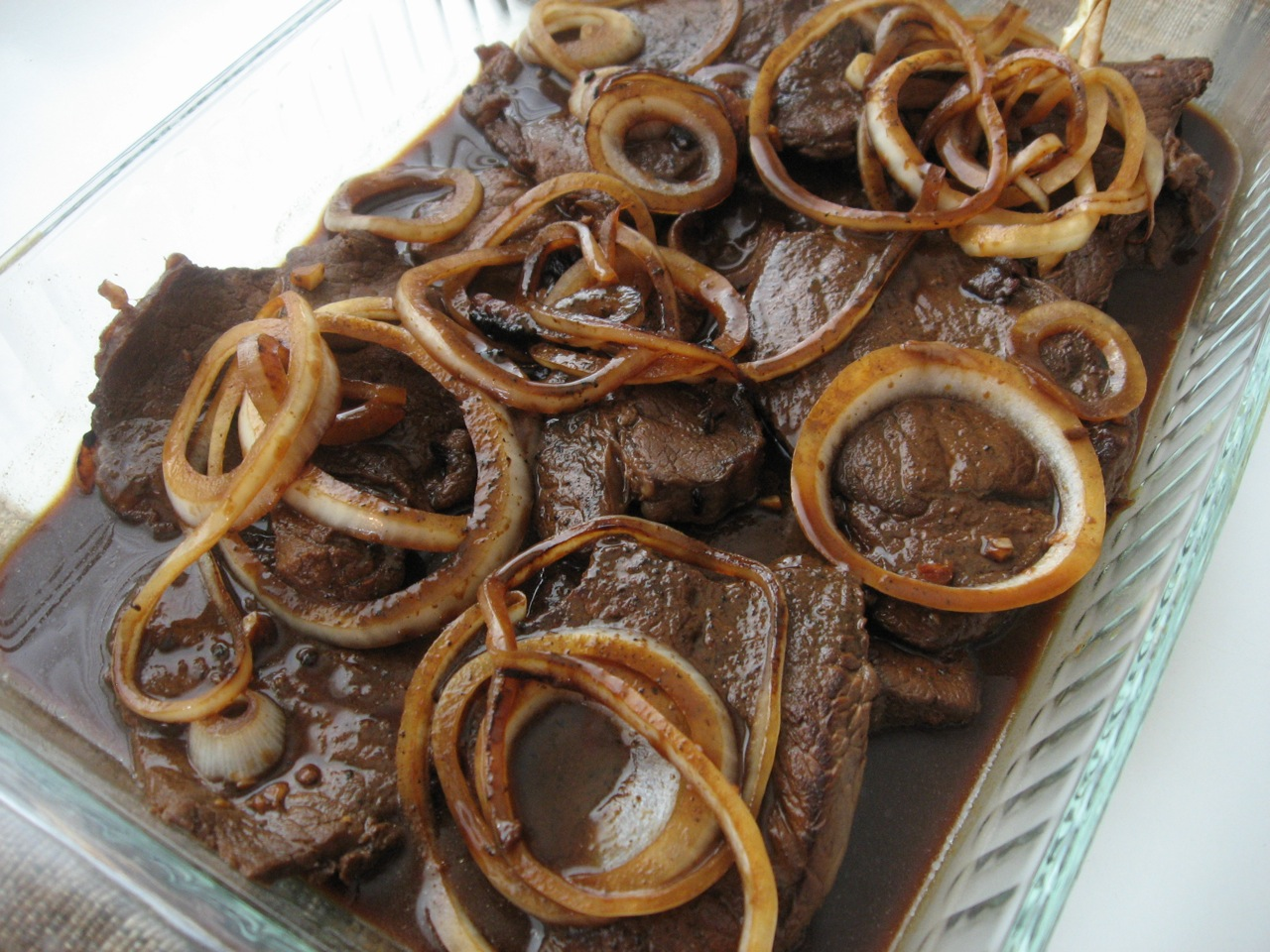
بيستيك تاغالوغ ، شرائح من لحم الخاصرة المطبوخة ببطء في صلصة الصويا وعصير الكالامانسي والبصل

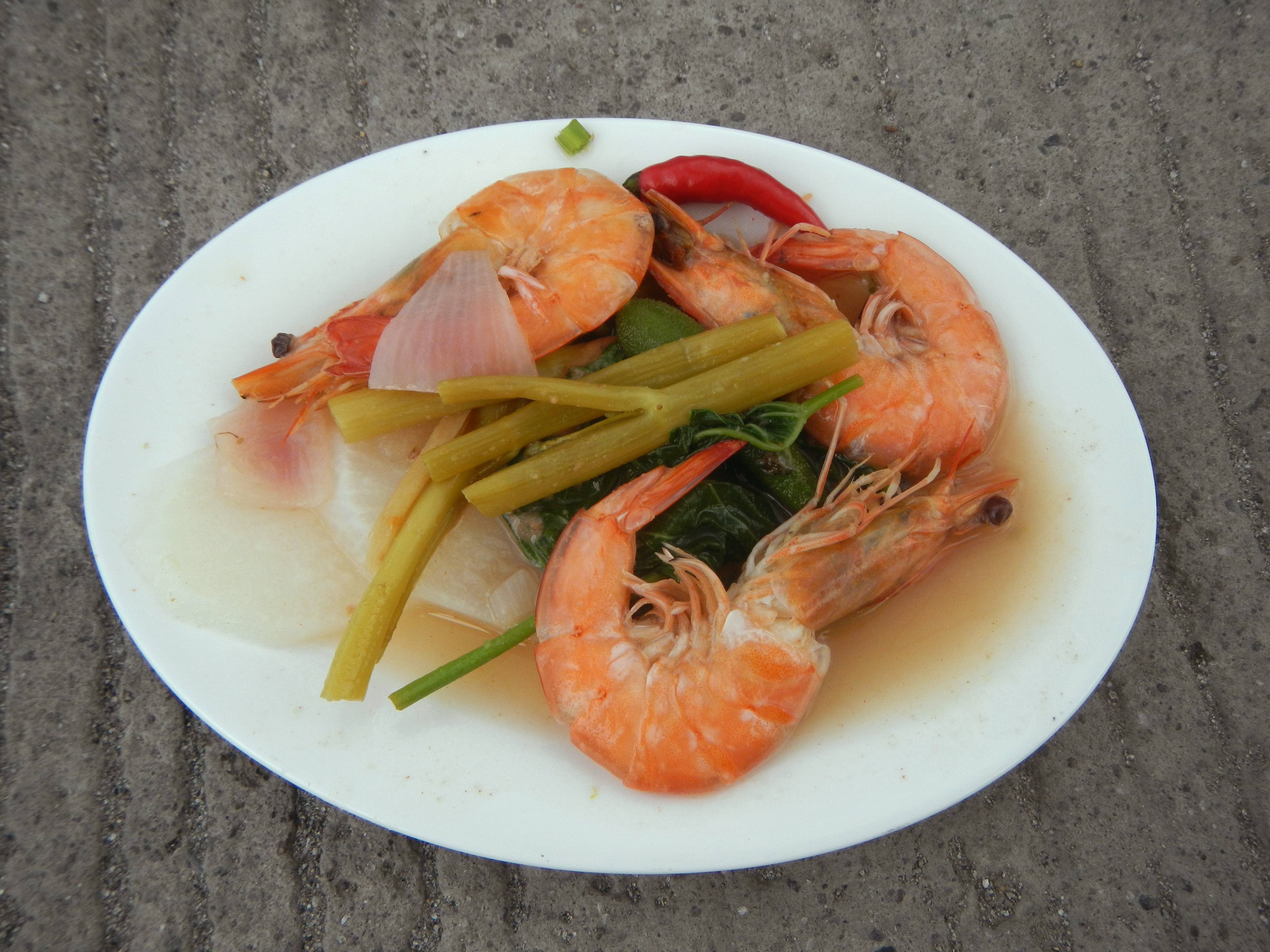
سينيجانغ نا هيبون مع سيلينج لابويو (الفلفل الحار البري)

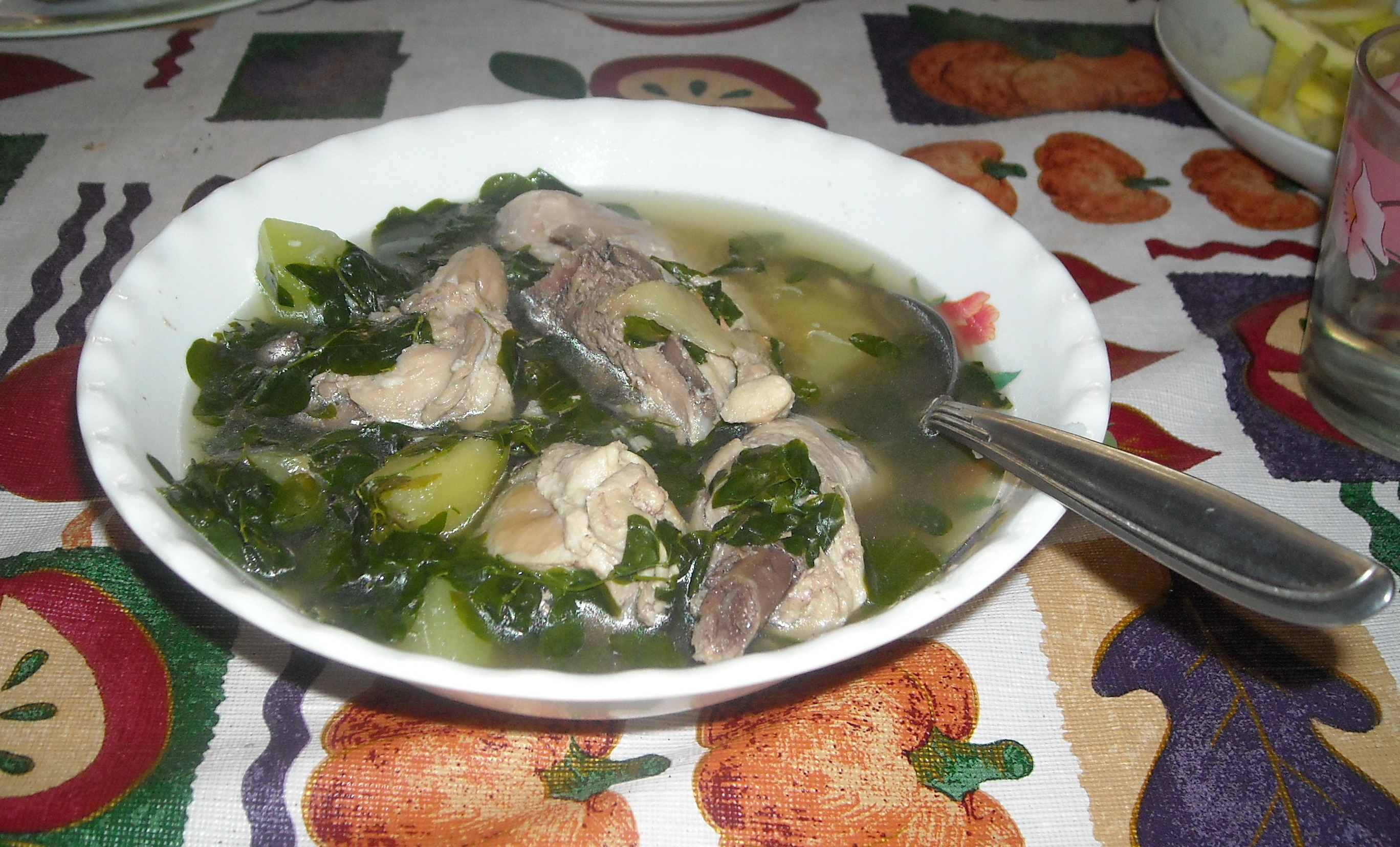
تينولا حساء دجاج مشهور باعتباره الطبق المذكور في رواية ' " لجوزيه ريزال

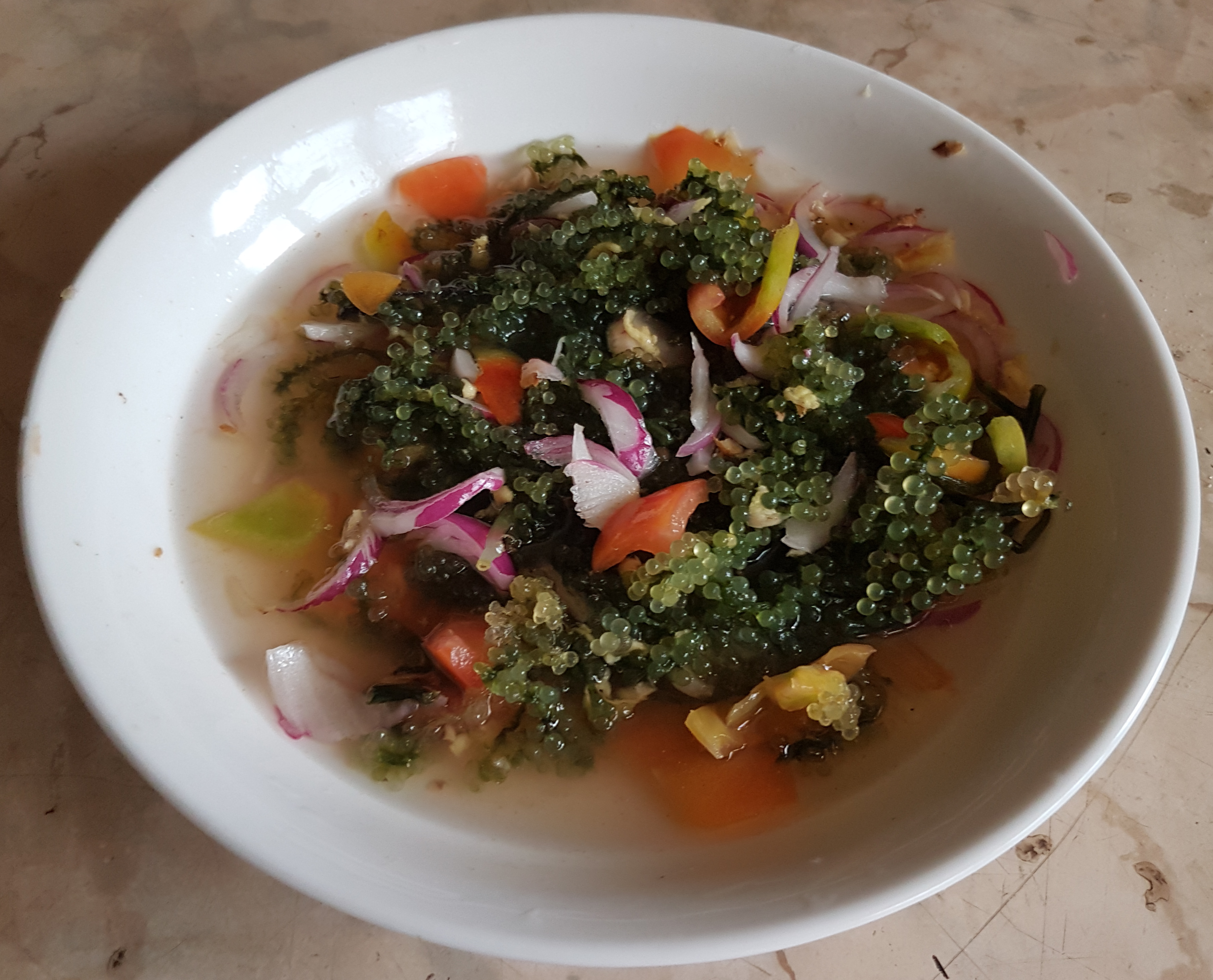
إنسالادانج لاتو أو "سلطة الأعشاب البحرية" (المعروفة أيضًا باسم كينيلاو نا جوسو في السيبيونو)، سلطة فلبينية مصنوعة من الطحالب الخضراء الصالحة للأكل كوليربا لينتيليفرا

الميشادو والكالديريتا والأفريتادا هي أطباق تعتمد على صلصة الطماطم ذات الطابع الإسباني وهي تشبه بعضها البعض إلى حد ما. في هذه الأطباق تطهى اللحوم في صلصة الطماطم والثوم المفروم والبصل. يحصل الميشادو على اسمه من دهن الخنزير الذي كان إدخاله في شريحة من لحم البقر مما يجعله يبدو مثل الفتيل (ميتسا) الخارج من "شمعة" لحم البقر. بعد ذلك طهي اللحم المدهن في صلصة الطماطم المتبلة ثم تقطيعه وتقديمه مع الصلصة التي كان طهيه فيها. يمكن أن يكون الكالديرايتا لحم البقر ولكنه قد يكون أيضًا لحم ماعز. طهي قطع اللحم في صلصة الطماطم والثوم المفروم والبصل المفروم والبازلاء والجزر والفلفل الحلو والبطاطس لصنع الحساء مع بعض الوصفات التي تستدعي إضافة صلصة الصويا أو صلصة السمك أو الخل أو الفلفل الحار أو الكبد المفروم أو مزيج من هذه المكونات. "أفريتادا" اسم يُطلق على الطبق عندما يُستخدم فيه الدجاج ولحم الخنزير. وهو طبق آخر مشابه يقال أنه نشأ في منطقة ريزال هو واكناتوي . يدمج لحم الخنزير أو لحم البقر مع البطاطس والنقانق المقطعة ويطهى في صلصة تعتمد على الطماطم المحلاة بالمخللات. يشتق اسم Puchero من كلمة Cocido الإسبانية. وهو عبارة عن حساء حلو يتكون من لحم البقر وشرائح الموز أو موز الجنة المطهية في صلصة الطماطم.
ويأكل الفلبينيون أيضًا التوسينو واللونجانيسا . التوسينو هو لحم معالج محلى مصنوع من الدجاج أو لحم الخنزير ويتبل ويعالج لعدة أيام قبل أن يقوموا بقليه. لونجانيسا عبارة عن سجق حلو أو حار مصنوع عادة من لحم الخنزير مع أنه يمكن أيضًا استخدام أنواع أخرى من اللحوم، وغالبًا ما كان يُلوّن باللون الأحمر تقليديًا نتيجة لاستخدام بذور الأناتو أو يُلون بألوان الطعام الاصطناعية.
يكون الحساء الفلبيني دسماً للغاية ويشبه الحساء الذي يحتوي على قطع كبيرة من اللحوم والخضروات أو المعكرونة. وعادة ما تكون مخصصة للحشو وليس كمقدمة تحضيرية خفيفة للطبق الرئيسي. كما يميل الناس إلى تقديمها مع بقية الوجبة وتناولها مع الأرز عندما لا تكون وجبات بحد ذاتها. ويُشار إليهم غالبًا في قوائم الطعام المحلية تحت عنوان ساباو (مرق). السينيجانج هو طبق شعبي في هذه الفئة حيث يتميز بحموضته التي تتنافس في كثير من الأحيان مع أدوبو على اعتباره الطبق الوطني. ويُصنع عادة إما من لحم الخنزير أو اللحم البقري أو الدجاج أو المأكولات البحرية ويُحضر حامضًا بالتمر الهندي أو مكونات التخمير المناسبة الأخرى. ويمكن على سبيل المثال تحضير بعض أنواع المأكولات البحرية الحامضة باستخدام فاكهة الجوافة أو معجون الميسو. يوجد طبق آخر هو التينولا. ويحتوي على قطع دجاج كبيرة وشرائح البابايا الخضراء / السايوتي المطبوخة مع الفلفل الحار والسبانخ وأوراق المورينجا في مرق بنكهة الزنجبيل. النيلاغانغ باكا هو عبارة عن حساء لحم البقر المصنوع من الملفوف والخضروات الأخرى. البيناكول هو حساء دجاج دافئ مطبوخ بماء جوز الهند ويقدم مع شرائح من لحم جوز الهند. الباتشوي لاباز هو حساء المعكرونة المزين بأحشاء لحم الخنزير وبقايا لحم الخنزير المطحونة والخضروات المفرومة، ومغطى ببيضة نيئة. وطبق آخر يحمل نفس الاسم يستخدم الميسوا قلب البقر والكلى والأمعاء، لكنه لا يحتوي على البيض أو الخضروات. مامي هو حساء المعكرونة المصنوع من الدجاج أو اللحم البقري أو لحم الخنزير أو زلابية وونتون أو الأمعاء (تسمى لامان لوب). كان ما مون لوك معروفًا بذلك. حساء المعكرونة بالدجاج هو سوتانجون ويتكون من معكرونة السيلوفان (وتسمى أيضًا سوتانجون ومن هنا جاء اسم الطبق) والدجاج وأحيانًا الفطر.

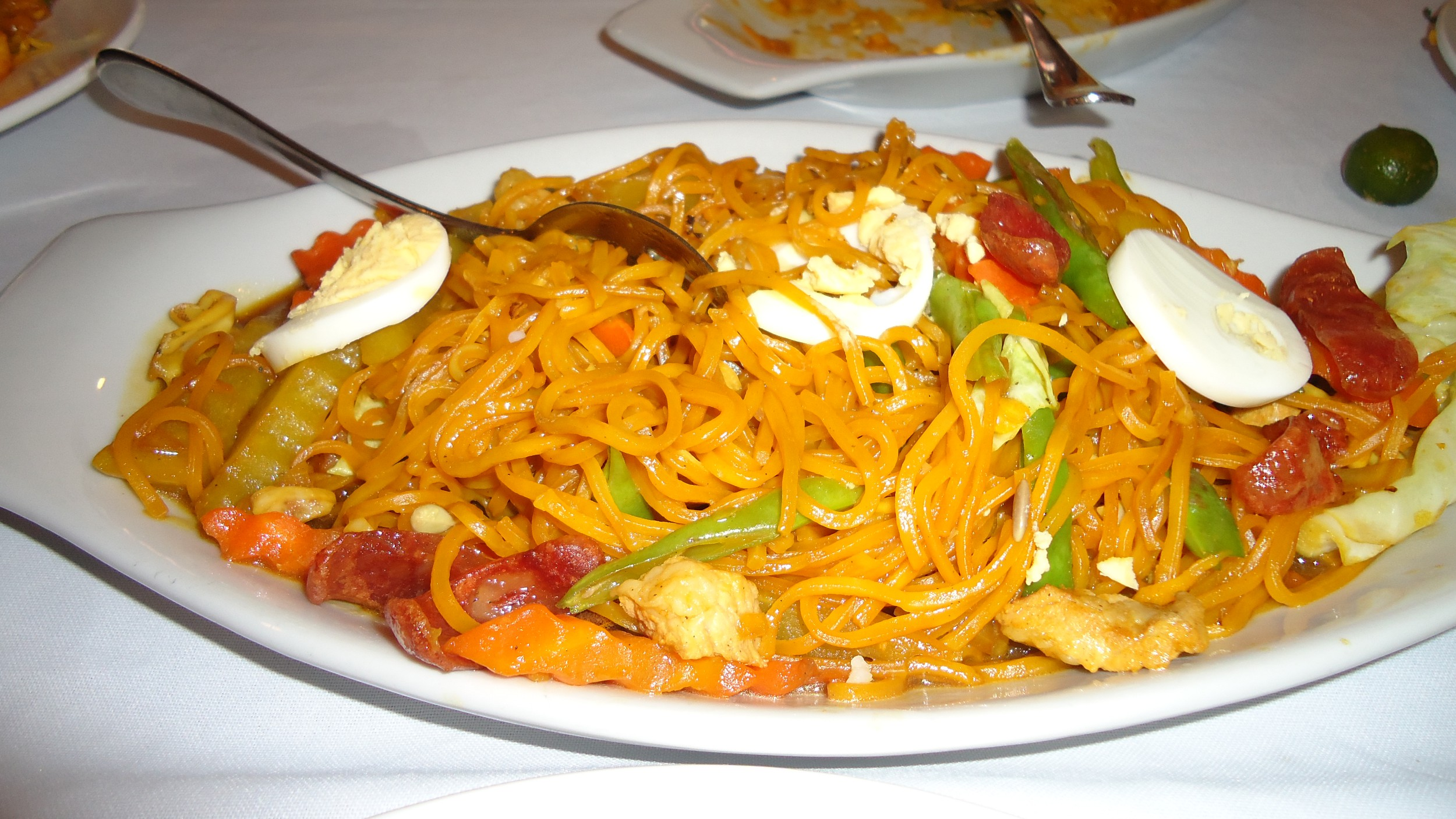
بانسيت لوجلوغ مغطى بالبيض المسلوق والروبيان والنقانق

تُسمى أطباق المعكرونة عمومًا بانسيت. وتتكون وصفات البانسيت بصفة أساسية من المعكرونة والخضروات وشرائح اللحم أو الروبيان مع اختلافات غالبًا ما كانت تميز حسب نوع المعكرونة المستخدمة. بعض أنواع البانسيت مثل المامي وباتشواي على طراز لاباز، هي عبارة عن حساءات نودلز في حين أن الأصناف "الجافة" يمكن مقارنتها بتشاو مين في التحضير. ثم هناك السباغيتي أو ispageti في اللهجة المحلية وهي نسخة معدلة من السباغيتي البولونيز. يُحضر في بعض الأحيان باستخدام كاتشب الموز بدلاً من صلصة الطماطم ويُحلى بالسكر ويُغطى بشرائح الهوت دوج.
هناك العديد من أنواع عصيدة الأرز التي تحظى بشعبية كبيرة في الفلبين. وأحد هذه الأطباق هو أرز كالدو وهو عبارة عن عصيدة أرز مطبوخة مع الدجاج والزنجبيل وأحيانًا الزعفران، ومزينة بالبصل الأخضر (الثوم المعمر) والثوم المحمص وحليب جوز الهند لصنع نوع من العصيدة. طبق مختلف آخر هو الغوتو وهو عبارة عن أرز كالدو مصنوع من كرشة الثور. هناك أيضًا عصيدة أرز أخرى مختلفة تمامًا تسمى شامبورادو وهي حلوة بنكهة الشوكولاتة وتقدم غالبًا في وجبة الإفطار مع التويو أو الداينج.
طبق آخر يعتمد على الأرز هو أرز فالنسيا وهو باييا إسبانية سميت على اسم منطقة فالنسيا الإسبانية والتي دُمجت في المطبخ المحلي. البرينجي هو طبق أرز محلي يتشابه إلى حد ما مع الباييلا ولكنه يستخدم الأرز اللزج وحليب جوز الهند والكركم. كيامبونج نوع من الأرز المقلي المزين بقطع لحم الخنزير والثوم المعمر والفول السوداني. ويمكن العثور عليه في المطاعم الصينية في بينوندو ومانيلا. وُصف كامرون ريبوسادو كون جامون على أنه طبق كلاسيكي في منطقة بينوندو في مانيلا بالحي الصيني بالمدينة.
بالنسبة للنباتيين هناك الدينينج دينج وهو طبق يتكون من أوراق المورينجا (مالونجاي) وشرائح البطيخ المر. وهناك أيضًا بيناكبيت وهي خضروات مطهية بنكهة قوية من الباجونج. يوجد نوع من سلطة المأكولات البحرية المعروفة باسم كينيلاو يتكون من المأكولات البحرية النيئة مثل الأسماك أو الروبيان المطبوخ فقط عن طريق النقع في الخل المحلي، وأحيانًا مع حليب جوز الهند والبصل والتوابل ومكونات محلية أخرى. وهو مماثل للسيفيتشي البيروفي.

## الأطباق الجانبية

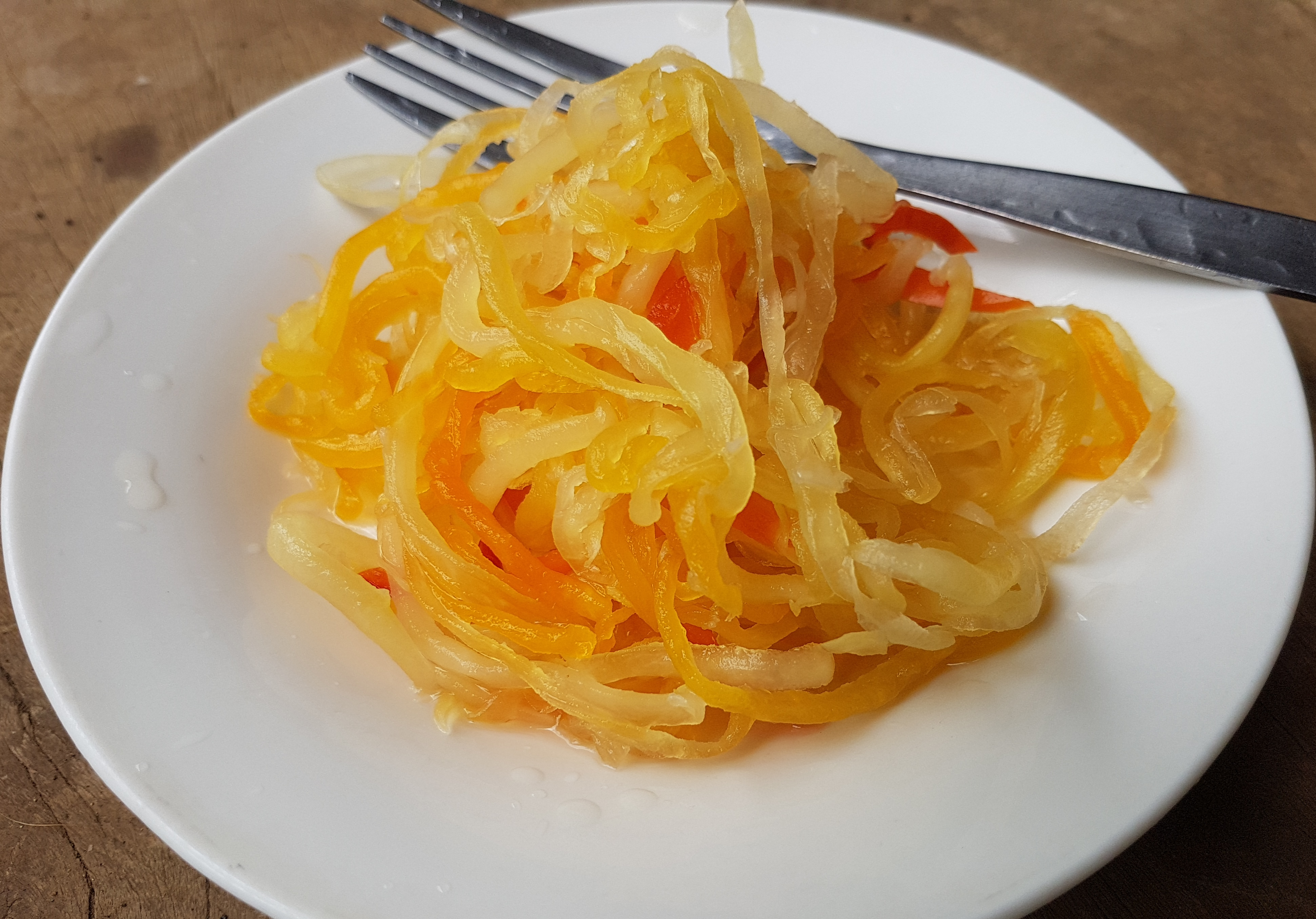
أتشارا

إيتلوج نا بولا (البيض الأحمر) هو عبارة عن بيض بط يقومون بنقعه في محلول ملحي أو خليط من الطين والملح لعدة أسابيع مما يجعله مالحًا. بعد ذلك تُسلق وتُصبغ باستخدام صبغة طعام حمراء (ومن هنا جاءت التسمية) لتمييزها عن بيض الدجاج قبل بيعها على الرفوف. وتُقدم في كثير من الأحيان مختلطة مع الطماطم المقطعة. والأتشارا هو طبق جانبي من شرائح البابايا المخللة يشبه مخلل الملفوف. وهو من الأطباق المرافقة بصيغة متكررة للأطباق المقلية مثل التابا أو الداينج.
ناتا دي كوكو هو منتج غذائي مطاطي وشفاف يشبه الهلام يُنتج عن طريق تخمير ماء جوز الهند ويمكن تقديمه مع البانديسال. الكيسونج بوتي هو عبارة عن جبن أبيض طري مصنوع من حليب كاراباو (مع أن حليب البقر يستخدم أيضًا في معظم الأنواع التجارية). ويُقدّم جوز الهند الناضج المبشور (نيوج) عادة مع الحلويات التي تعتمد على الأرز.

## الخبز والمعجنات

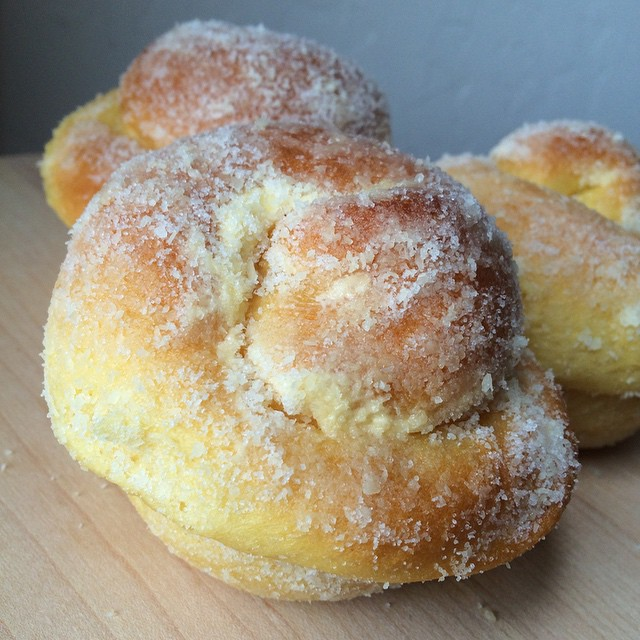
إنسيمادا مغطاة بالسكر ومحشوة بالجبن

في مخبز فلبيني نموذجي غالبًا ما يباع بانديسال وموناي وإنسايمادا. ويأتي اسم بانديسال من الكلمة الإسبانية بان دي سال (حرفيًا خبز الملح)، وهو طعام إفطار شائع وعادة ما يقومون بتناوله مع القهوة (وأحيانًا يغمس فيها). حيث يأتي على شكل لفافة خبز، وعادة ما يُخبز وهو مغطى بفتات الخبز. على عكس ما يوحي به اسمه فإن البانديسال ليس مالحًا بوجه خاص حيث يستخدم القليل جدًا من الملح في خبزه. ويعتبر خبز الموناي أكثر صلابة وكثافة وثقيل بعض الشيء. الإنسايمادا من الكلمة الإسبانية إنسايمادا هي معجنات مصنوعة باستخدام الزبدة وغالبًا ما تُغطى بالسكر والجبن المبشور وهي تحظى بشعبية خاصة خلال عيد الميلاد. يُصنع أحيانًا بحشوات مثل الأوبي (البطاطا الأرجوانية) والماكابونو (نوع من جوز الهند وغالبًا ما يُقطع لحمه إلى خيوط ويحلى ويحفظ ثم يقدم في الحلويات). يُباع أيضًا بدرجة شائعة في المخابز الفلبينية خبز بان دي كوكو وهو عبارة عن خبز حلو محشو بجوز الهند المبشور المخلوط بدبس السكر. كما يُشير مصطلح "بوتوك " (المعروف أيضًا في بعض المناطق باسم "خبز النجمة" أو "بيناجونج") -والذي يعني حرفيًا "الانفجار"- إلى لفافة خبز صغيرة صلبة سطحها المليء بالحفر مطلي بالسكر. الكابابايان (الكعك الفلبيني) عبارة عن كعكة صغيرة حلوة على شكل جرس ولها قوام رطب. يشير الخبز الإسباني (لا علاقة له بالخبز الإسباني في إسبانيا - بان دي هورنو) إلى معجنات ملفوفة تشبه الكرواسون قبل إعطائها شكل هلال ولها حشوة تتكون من السكر والزبدة.

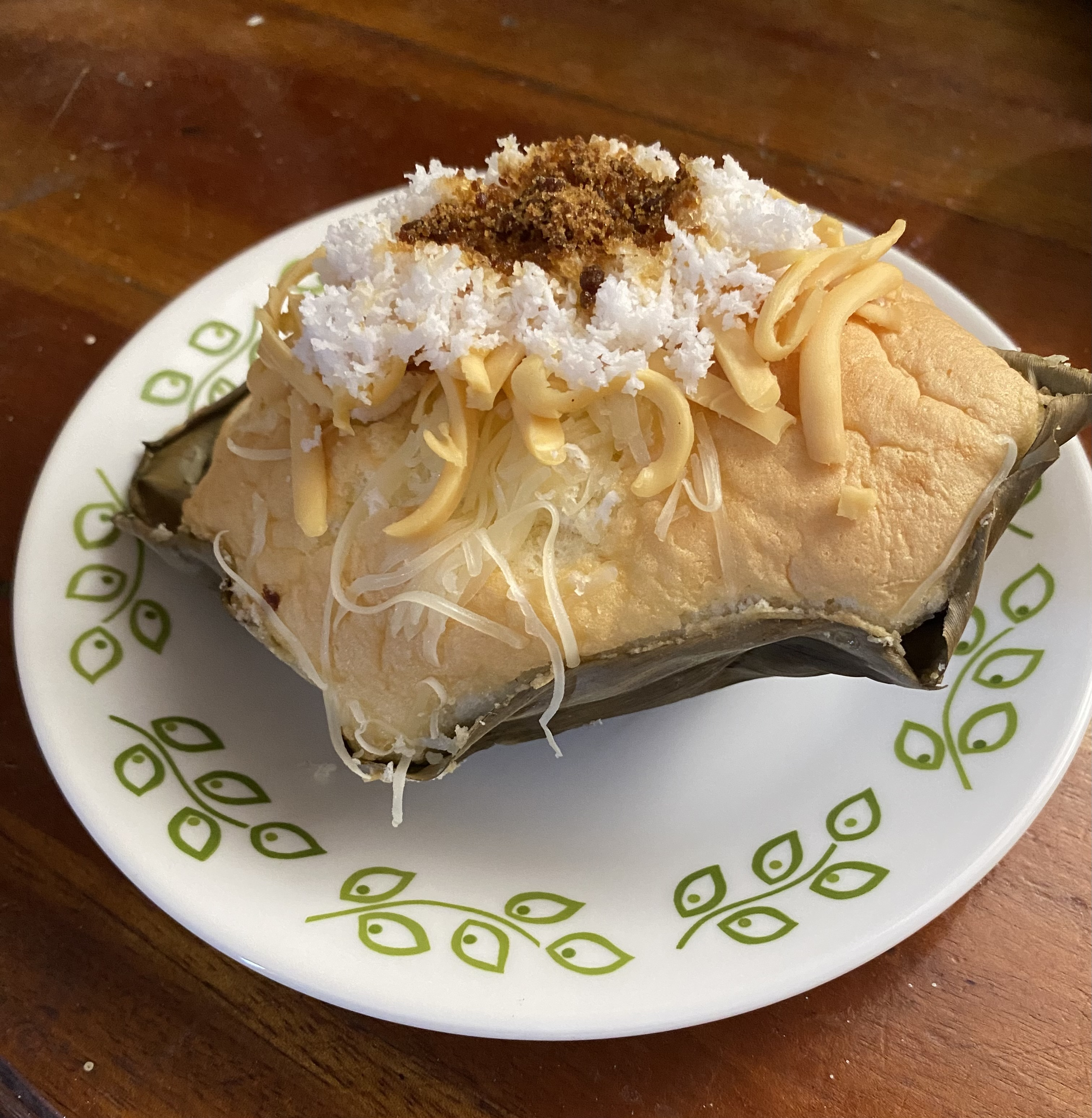
بيبينجكا كبيرة مغطاة بجوز الهند المبشور والجبن وسكر المسكوفادو

هناك أيضًا لفائف مثل البيانونو وهي عبارة عن لفائف شيفون بنكهة حشوات مختلفة. كعكة برازو مرسيدس وهي كعكة ملفوفة أو رول جيلي مصنوعة من ورقة من المرينغ ملفوفة حول حشوة الكاسترد. وعلى غرار الحلوى السابقة فهي تقدم على شكل طبقات بدلاً من لفها وعادةً ما تحتوي على سكر مكرمل ومكسرات بدون منافس. السيلفانيا هي حلوى كبيرة الحجم وبيضاوية الشكل وبحجم البسكويت مع طبقة رقيقة من المرينغ على جانبي حشوة كريمة الزبدة ومغطاة بفتات البسكويت. كما أنها ليست حلوة بدرجة مفرطة بل هي غنية ومقرمشة ومطاطية وزبدية في نفس الوقت. وتستخدم حلوى باركيلوس رقائق رقيقة مقرمشة حلوة ملفوفة في أنابيب كما يمكن بيعها مجوفة أو محشوة بالبولفورون (دقيق محلى ومحمص مخلوط بالمكسرات المطحونة). ووُجد أيضًا الميرينج في الفلبين بسبب التأثير الإسباني ولكنها تسمى ميرينجو - مع نطق جميع الحروف المتحركة. وفطيرة الحليب هي نوع من أنواع الكاسترد الكراميل المصنوع من البيض والحليب وهو يشبه كريم الكراميل الفرنسي. حيث أن فطيرة الحليب (المصطلح المحلي للفطيرة الإسبانية الأصلية فلان دي ليتشي والتي تعني حرفيًا "فطيرة الحليب") هي نسخة أثقل من الفطيرة الإسبانية المصنوعة من الحليب المكثف ومزيد من صفار البيض. وتُطهى فطيرة الحليب عادة بالبخار على شعلة مفتوحة أو على الموقد مع أنه وفي حالات نادرة يمكن رؤيتها مخبوزة أيضًا. تُعتبر فطيرة الحليب من الأطعمة الأساسية في الأعياد.
هناك نسخة أثقل من فطيرة الحليب وهي توسينو ديل سيلو بحيث تشبهها لكنها تحتوي على كمية أكبر بكثير من صفار البيض والسكر.

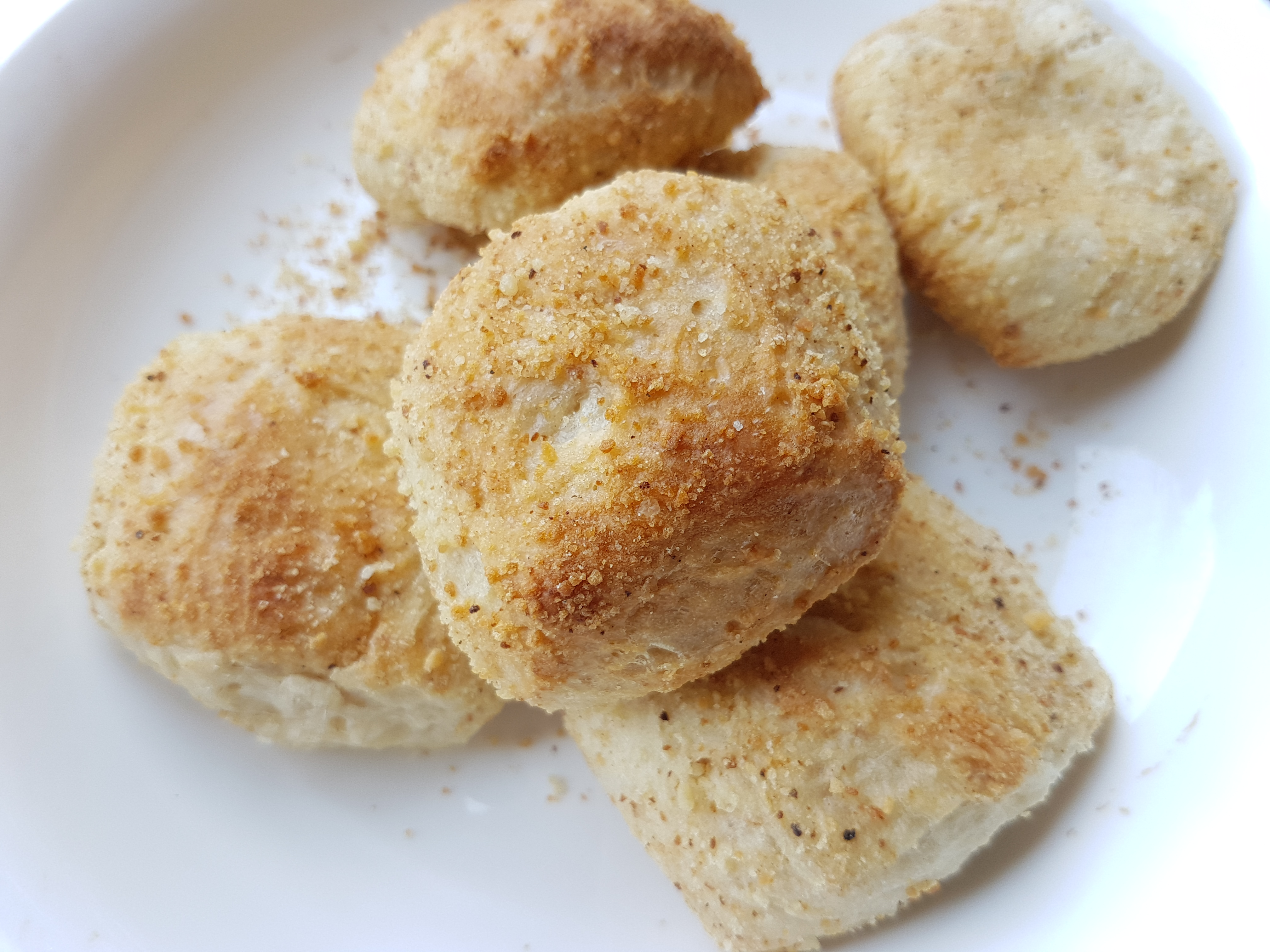
بانديسال

فطيرة البيض المحشوة بكاسترد البيض الغنية جدًا تشكل عنصرًا أساسيًا في المخابز المحلية. تُخبز عادة بحيث يصبح لون الكاسترد المكشوف في الأعلى بنيًا. وفطيرة البوكو مكونة من حشوة مصنوعة من لحم جوز الهند الصغير ومنتجات الألبان. أما المعجنات الصغيرة مثل تورونيس دي كاسوي المصنوعة من عجينة اللوز بالكاجو والملفوفة برقاقة مُنتجة لتشبه غلاف الحلوى ولكنها تأخذ شكل فطيرة مصغرة بحجم ربع بوصة تقريبًا. وهناك أيضًا نابوليونز -مرة أخرى مع نطق جميع الحروف المتحركة- وهي عبارة عن معجنات ميل فوي محشوة بحشوة حلوة تعتمد على الحليب.
وهناك معجنات صلبة مثل البسكوتسو وهو عبارة عن خبز مقرمش وحلو يُخبز مرتين. ومن الأطعمة المخبوزة اللذيذة أيضًا السينيبيت وهي عبارة عن معجنات حلوة مغطاة بطبقة من السكر المقرمش ومخبوزة لتشبه طول الحبل. كما يشبه السينيبيت وجبة خفيفة يقومون بتناولها على جوانب الطرق وتسمى بالعامية شنجالينج. إنه أجوف ولكن مقرمش وله نكهة مالحة.

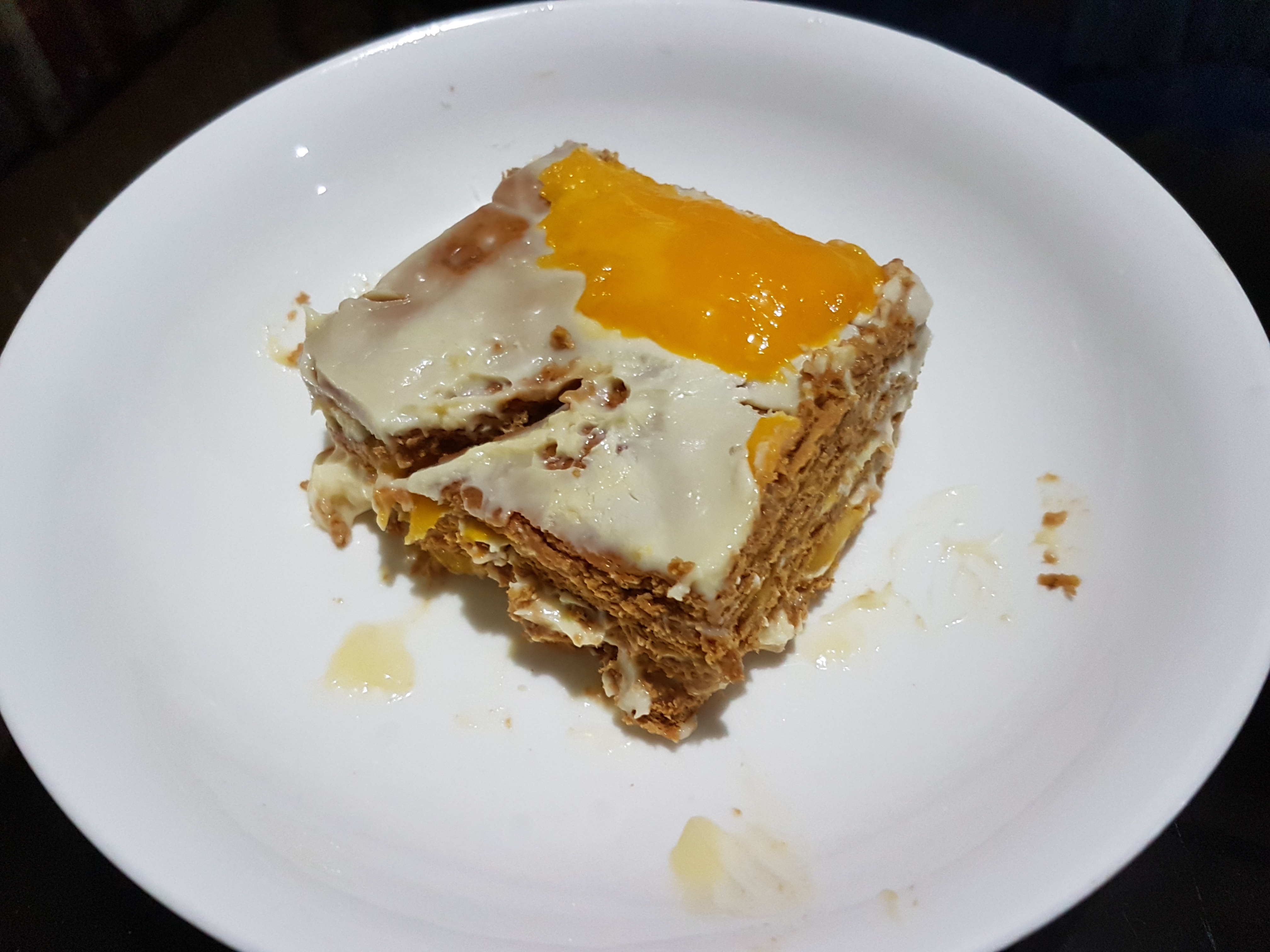
نسخة كعكة ثلجية من كريما دي فروتا مصنوعة من الكريمة وبسكويت غراهام والحليب المكثف والمانجو الناضجة

للحصول على تحلية أكثر نعومة هناك المامون وهي كعكة من الشيفون مرشوشة بالسكر، واسمها مشتق من المصطلح الإسباني العامي للثدي. وهناك أيضًا كريما دي فروتا وهي عبارة عن كعكة إسفنجية متقنة مغطاة بطبقات متتالية من الكريمة والكسترد والفواكه المسكرة والجيلاتين. وتشبه كعكة المامونسيلو كعكة الإسفنج، والتي تشير عمومًا إلى شرائح مأخوذة من كعكة مامون كبيرة ولكنها لا علاقة لها بالفاكهة التي تحمل الاسم نفسه. ومعجنات الساندويتش مثل إنيبيت مصنوعة من طبقتين رقيقتين من الشيفون مع حشوة الكسترد المغطاة بالزبدة والسكر. ونوع آخر من مامون هو مامون توستادا وهو في الأساس مامونسيلو محمص إلى قوام مقرمش.
المعجنات المحشوة التي تعكس التأثير الغربي والشرقي شائعة. ويمكنك العثور على إمباناداس وهي نوع من المعجنات المحشوة بحشوة لحم حلوة ولذيذة. عادة ما تكون محشوة باللحم المفروم والزبيب، ويمكن أن تكون مقلية أو مخبوزة. السيوباو هي النسخة المحلية من الباوزي الصيني. والبوتشي هي وجبة خفيفة أخرى من المحتمل أن تكون من أصل صيني. حيث تتكون البوتشي -التي تأتي بحجم اللقمة- من كرات العجين المقلية (غالبًا من دقيق الأرز) والمحشوة بمعجون الفاصوليا الخضراء الحلوة، ومغطاة من الخارج ببذور السمسم. وتحتوي بعض الأنواع أيضًا على بذور السمسم. وهناك أيضًا العديد من أنواع الهوبيا التي تشبه كعكة القمر والتي تأتي بأشكال مختلفة (من شكل دائري مسطح محشو إلى مكعبات)، ولها نسيج مختلف (باستخدام المعجنات المتقشرة في الغالب ولكن في بعض الأحيان مثل تلك الموجودة في كعك القمر) والحشوات.

## قراءة إضافية
- Alcuaz, N.T. (2005). Banana Leaves: Filipino Cooking and Much More. Victoria: Trafford. ISBN:1-4120-5378-1. مؤرشف من الأصل في 2023-08-13. اطلع عليه بتاريخ 2009-12-12.
- Alejandro, Reynaldo. (1985). The Philippine Cookbook. New York: Perigee Books. ص. 13. ISBN:0-399-51144-X. مؤرشف من الأصل في 2023-11-01. اطلع عليه بتاريخ 2009-12-10.
- Aleson, Susana, Alice Gratil, Lota Ignacio, Mhila Baiyon, Gladys Moya, and Virginia Zarate. (1998). Cocina Filipina (بالإسبانية). Barcelona: Icaria. ISBN:84-7426-358-1. Archived from the original on 2023-11-01. Retrieved 2009-12-12.{{استشهاد بكتاب}}:  صيانة الاستشهاد: أسماء متعددة: قائمة المؤلفين (link)
- Arroyo, Patricia T. (1974). The Science of Philippine food. Quezon City: Abaniko Enterprises.
- Barreto, Glenda R. (2007). Flavors of the Philippines – A Culinary Guide to the Best of the Islands. Manila: Anvil. ISBN:978-971-27-1869-4.
- Barreto, Glenda R., Conrad Calalang, Margarita Fores, Myrna Segismundo, Jessie Sincioco, and Claude Tayag. (2008). Kulinarya – A Guidebook to Philippine Cuisine نسخة محفوظة April 6, 2010, على موقع واي باك مشين. (Michaela Fenix, Ed.). Manila: Asia Society. (ردمك 971-27-2108-6)ISBN 971-27-2108-6.
- Bernardino, Minnie. (September 27, 1990). "Breakfast – 8 Places Off the Beaten-Egg Track – Ethnic fare: Breakfast is many things to many peoples, as L.A.'s restaurants prove. A sampling from the variety available to a.m. adventurers. – Filipino". Los Angeles Times.
- Bayhon-Yrastorza, Caren. (December 16, 2010). Recipe: Chicken relleno for Noche Buena نسخة محفوظة 29 ديسمبر 2014 على موقع واي باك مشين.. ABS-CBN News. Retrieved December 24, 2010.
- Classic, fail-safe 'Noche Buena' recipes نسخة محفوظة 29 ديسمبر 2014 على موقع واي باك مشين.. (December 24, 2009). ABS-CBN News. Retrieved December 24, 2010.
- Davidson, Alan and Tom Jaine. (2006). The Oxford Companion to Food (2nd ed.). New York: Oxford University Press. pp. 600–601. (ردمك 0-19-280681-5)ISBN 0-19-280681-5.
- Davidson, Alan. (2003). Seafood of South-East Asia: A Comprehensive Guide with Recipes (ط. 2nd). Ten Speed Press. ص. 279–295. ISBN:1-58008-452-4. مؤرشف من الأصل في 2023-11-05. اطلع عليه بتاريخ 2009-12-14.
- DuJunco, Mercedes. (2006). "Luzon, Philippines". في Sean Williams (المحرر). The Ethnomusicologists' Cookbook: Complete Meals from Around the World. New York: Routledge. ص. 85. ISBN:0-415-97818-1. اطلع عليه بتاريخ 2009-12-10.
- Fernandez, Doreen. (1988). "Culture Ingested: On the Indigenization of Philippine Food". In E.N. Alegre & D. G. Fernandez (Eds.) Sarap: Essays on Philippine Food. Manila: Mr. & Ms. Publishing Company, Inc. Retrieved 2010-08-02.
- Fernandez, Doreen. (2000). "What is Filipino Food?". في Reynaldo G. Alejandro (المحرر). Food of the Philippines. Boston: Periplus Editions. ص. 7. ISBN:962-593-245-3. اطلع عليه بتاريخ 2009-12-10.
- Gelle, Gerry G. (2008). Filipino Cuisine: Recipes from the Islands (3rd ed.). Museum of New Mexico Press. (ردمك 0-89013-513-4)ISBN 0-89013-513-4.
- Halili, Maria Christine N. (2004). Philippine History. Rex Bookstore. ص. 42–50. ISBN:971-23-3934-3. مؤرشف من الأصل في 2023-08-13. اطلع عليه بتاريخ 2011-02-02.
- Philippines Country Study Guide (ط. 4th). Washington, D.C.: International Business Publications, USA. 2008. ص. 111–113. ISBN:978-1-4330-3970-6. اطلع عليه بتاريخ 2009-12-12.
- Nolan, James L. (1996). Philippines Business: The Portable Encyclopedia for Doing Business with the Philippines. San Rafael: World Trade Press. ص. 143. ISBN:1-885073-08-9. مؤرشف من الأصل في 2023-11-05. اطلع عليه بتاريخ 2009-12-10.
- Orosa, Maria Y. and Helen Orosa del Rosario. (1970). Maria Y. Orosa, Her Life and Work (Helen Orosa del Rosario, Ed.). [Quezon City:] R. P. Garcia Pub. Co.
- Philippine Cuisine. (n.d.). Tagalog at NIU. Retrieved 2011-01-17 from the Northern Illinois University, Center for Southeast Asian Studies, SEAsite Project.
- Rodell, Paul A. (2002). Culture and Customs of the Philippines. Westport: Greenwood. ص. 102. ISBN:0-313-30415-7. اطلع عليه بتاريخ 2009-12-10. filipino cuisine.
- Rowthorn, Chris & Greg Bloom. (2006). Philippines (ط. 9th). Lonely Planet. ص. 47. ISBN:1-74104-289-5. اطلع عليه بتاريخ 2009-12-10. filipino cuisine.
- Sokolov, Raymond. (1993). Why We Eat What We Eat – How Columbus Changed the Way the World Eats. Simon & Schuster. ISBN:0-671-79791-3.
- Solomon, Charmaine. (2002). The Complete Asian Cookbook (ط. 2nd). Turtle Publishing. ص. 347–366. ISBN:0-8048-3757-0. مؤرشف من الأصل في 2023-11-01. اطلع عليه بتاريخ 2009-12-14.
- Sta. Maria؛ Felice Prudente. (2006). The Governor-General's Kitchen – Philippine Culinary Vignettes and Period Recipes – 1521–1935. Manila: Anvil. ISBN:971-27-1696-1.
- Zibart, Eve. (2001). The Ethnic Food Lover's Companion: Understanding the Cuisines of the World. Menasha Ridge Press. ص. 266–280. ISBN:0-89732-372-6. مؤرشف من الأصل في 2024-12-24. اطلع عليه بتاريخ 2009-12-14.
- Zibart، Eve. (8 سبتمبر 2000). "Fare Minded – Sam's II: Philippine Soul Food". Washington Post. ص. N.21. مؤرشف من الأصل في 2012-07-25. اطلع عليه بتاريخ 2010-03-12.
- Acabado, Stephen, and Marlon Martin. Indigenous Archaeology in the Philippines : Decolonizing Ifugao History, University of Arizona Press, 2022. ProQuest Ebook Central
- Orquiza, René Alexander D.. Taste of Control : Food and the Filipino Colonial Mentality under American Rule, Rutgers University Press, 2020. ProQuest Ebook Central
- Florendo, Johnathan G. “Colonizing the Filipino Diet.” De La Salle University, De La Salle University, 2019
- Herrera, Dana R. “The Philippines: An Overview of the Colonial Era.” Association for Asian Studies, 28 May 2020
- Dagdag، Edgardo E. (2009). "2. Philippine-China Connection from Pre-Colonial Period to Post-Cold War Era: An Assessment". في Khai Leong، Ho (المحرر). Connecting and Distancing. ISEAS Publishing. ص. 31–61. DOI:10.1355/9789812308573-004. ISBN:978-981-230-857-3.
- Ettenberg, Jodi. “Origins of Food We Love: The Cuisine of the Philippines.”[وصلة مكسورة] G Adventures Blog, 29 June 2017,
- Lantrip, B. C., & Zarsadiaz, J. (2017). The Chinese cultural influence on Filipino cuisine. University of San Francisco.
- Amano, N., Bankoff, G., Findley, D. M., Barretto-Tesoro, G., & RobertsSag, P. (2020, July 16). Archaeological and historical insights into the ecological impacts of ... Sage Journals. Retrieved May 2, 2023
- Junker, L. L. (1993, February). Hunter-gatherer landscapes and lowland trade in the prehispanic Philippines. Jstor. Retrieved May 2, 2023

## روابط خارجية
- McGeown، Kate (12 سبتمبر 2012). "Philippine chefs look to take national cuisine mainstream". BBC News. مؤرشف من الأصل في 2023-11-05. اطلع عليه بتاريخ 2012-09-12.